# شيخية
الشيخية أو الكشفية هي مدرسة فكرية شيعية اثنا عشرية. أوجدها وأرسى قواعدها أحمد بن زين الدين الأحسائي، حيث تُنسب إليه آراء خاصة في الحكمة وردّ الفلسفة، ونبذه لكثير من الأفكار المستمدة من الفلسفة اليونانية والرومانية. وقد تسبب ذلك بخلافات مع عدد من علماء عصره كصدر الدين الشيرازي. يخلط الناس العوام ومنهم من العلماء بين الشيخية الكرمانية والشيخية الإسكوئية لعدم قرائتهم كتب المدرستين وأسباب ظهور هذه المدرسة، وأغلب ما يأخذونه من أقوال الناس والظن، فالمتفحص والباحث يجد أدلتهم هي (يقولون وقال ويقول) ، وتجد أن المدرسة الإسكوئية لا تفرق عن بقية الشيعة الإثنى عشرية، بينما تجد بعض الخلاف مع الشيخية الكرمانية.

## تباين الآراء عند الشيعة
- صرَّح علي البلادي أنَّه لا يحكم بشيء على الشيخيَّة إلا صحة الاعتقاد، وقد صرَّح بذلك في ترجمته لعلي نقي الأحسائي في كتابه أنوار البدرين إذ قال: «وأما الكلام فيه وفي أبيه والسيد كاظم والجماعة المعروفين بالشيخية وهم المنسوبون للشيخ أحمد بن زين الدين واعتقادهم صحة وفسادا فلست أحكم في شيء من ذلك إلا صحة الانتماء لمذهب الأئمة الأمناء والإقرار بمحبتهم ومودتهم والتمسك بولايتهم والالتزام بأحكامهم وحلالهم وحرامه».[3]
- نفى جعفر السبحاني إلصاق تُهمة الأخباريَّة بالشيخيَّة، وصرَّح بأنَّهم لا يختلفون في أصول الدين مع سائر الشيعة الإماميَّة، لكنَّه استدرك في نفس الوقت بالقول أنَّ لهم بعض الآراء والمعتقدات الخاصة، ونصُّ عبارته كما في كتابه الملل والنحل هي أنَّهم «لا يختلفون في أُصول الدين وأُمهات المسائل الشرعية عن سائر الشيعة الإمامية، وليسوا أخباريّين كما ربما يتوهّم، نعم لهم بعض الآراء والمعتقدات الخاصّة كما نشير إليها».

## المدرسة الشيخية دراسة تاريخية علمية مختصرة

### المبحث الأول: من هم الشيخية
الشيخية شيعة اثنا عشرية وليسوا طائفة منفصلة عن الشيعة الإمامية الإثني عشرية ولا قسيما لهم إذ لا تختلف طريقتهم عنهم، فهم يوالون الأئمة الإثني عشر من أهل بيت النبي محمد أولهم الإمام علي بن أبي طالب وآخرهم الإمام المهدي المنتظر، ويقتدون بهم ويعملون بأقوالهم لا غير، فهم لا يجوّزون في الدين اتّباع الظنون والأهواء والآراء ودليل ذلك بياناتهم في كتبهم ومصنفاتهم ومواعظهم ودروسهم، وكثيرا ما يصرح علماؤهم في كتاباتهم وخطاباتهم:«ما قال آل محمد قلنا وما دان آل محمد دنا ليس لنا قول ولا فعل ولا طريقة إلا قول أهل البيت وفعلهم وطريقتهم» 
كما يحرصون على أداء الأعمال الشرعية والقيام بواجباتها من صلاة وصيام وحج وزكاة وخمس وغير ذلك ، ويبذلون قصارى جهدهم بالتخلق بأخلاق أهل البيت.
أما سبب تسميتهم بـ «الشيخية» فلأنهم قلدوا الشيخ احمد بن زين الدين الأحسائي في حياته وتلامذته وحملة حكمته وعلومه بعد وفاته واخذوا منهم معالم دينهم من الأحكام والحلال والحرام، شأنهم في ذلك شأن سائر الشيعة الآخرين الذين يقلدون علماءهم مع وجود الاختلافات الكثيرة بينهم في مسائل فروع الدين، فكما أن هذه الاختلافات في الفروع والجزئيات لا تسبب تأسيس فرقة على حدة فكذلك الأمر لو وجد اختلافات بين الشيخ وسائر العلماء لا تكون سببا في انعزال الشيخ عنهم وتأسيسه فرقة أخرى لأنها اختلافات جزئية في مسائل فرعية واصول الاعتقادات واحدة لا اختلاف فيها.
وأما تسميتهم بـ«الكشفية» فان مخالفيهم أرادوا ان ينبزوهم بهذا اللقب مؤوّلين له أنهم قد كشف الغطاء عن قلوبهم فيرون العلوم والأحكام ولا يحتاجون إلى نبي ووصي ولا إلى ولي، ولكن مؤلفات علماء الشيخية الكثيرة وواقع أتباعهم المشاهد يبرّؤهم من هذه النسب  فلقد شرح العديد من علماء المذهب الشيعي الإثني عشري معنى الكشف في كتبهم ومن ذلك ما ذكره الشيخ احمد الأحسائي في كتابه شرح العرشية:
«ان الكشف على قسمين: قسم يكشف الناظر به عن حقيقة ما يتدبر فيه وينظر وليس له لحاظ غير ذلك، فاذا انقطع عما سوى تدبر الآية ظهر له بعض ما فيها من الآيات والعنوانات لان كل شيء خلقه الله في تقدير الله جعله دليلا ومدلولا عليه وشاهدا ومشهودا وكتابا ومكتوبا وبيانا ومبينا وتابعا ومتبوعا وعارضا ومعروضا وعلة ومعلولا وامثال هذه، فاذا نظر في الآية متدبرا لها غير ملتفت إلى ما يفهم قبل ولا إلى قواعد عنده ولا إلى ما انست به نفسه من المسائل فانه ينفتح له بنسبة إقباله وإخلاصه في إقباله، وما حصل له من الآيات والدلالات فلا شك في صحته وقطعيته، وذلك العلم لدني قال سبحانه» وكذلك نري إبراهيم ملكوت السماوات والارض وليكون من الموقنين"  وقال تعالى في الحديث القدسي "من اخلص لله العبودية اربعين صباحا تفجرت ينابيع الحكمة من قلبه على لسانه" وهذا هو الذي يصح فيه قوله تعالى "والذين جاهدوا فينا لنهدينهم سبلنا وان الله لمع المحسنين". وقسم يكشف الناظر به عن حقيقة خصوص مقصوده فان انقطع في النظر في الآفاق وفي الأنفس تحصيلا لتصحيح معاندته ومكابرته للحق أو للغير حصل له شبه قوية وعبارات متينة وتدقيقات خفية تؤيد باطله، لا يكاد يتخلص منها ويردها ويعرف وجه بطلانها الا صاحب الكشف الأول، والافاق والانفس وان كانتا لم يخلقا باطلا ولا عبثا الا انه سبحانه لما اجرى حكمته على الاختبار والامتحان ليميز الخبيث من الطيب فقال تعالى "ان الساعة آتية أكاد اخفيها لتجزى كل نفس بما تسعى"  ولان الخبيث يشابه الطيب قال تعالى "مثلاً كلمةً طيبة كشجرة طيبة"  وقال تعالى "ومثل كلمة خبيثة كشجرة خبيثة"  فشبه كلا منهما بالشجرة، وكذا في آية "فاحتمل السيل زبدا رابيا ومما يوقدون عليه في النار ابتغاء حلية أو متاع زبد مثله كذلك يضرب الله الحق والباطل" وذلك لما بين الضدين من كمال المعاكسة حتى انه يعرف الشيء بضده وكل ذلك لفائدة التمييز والاختبار، ولذا قال " لو خلص الحق لم يخف على ذي حجى ولكن يؤخذ من هذا ضغث ومن هذا ضغث فيمزجان فهنالك هلك من هلك ونجا من سبقت له من الله الحسنى". فيعرف المعاند من المشابهات شبها يؤيد باطله، ومثل هذا في عدم الإصابة من انقطع في النظر في الافاق وفي الانفس لتحصيل ما يؤيد ما انست به نفسه من الاعتقادات أو المسائل فانه يحصل له منهما ما يؤيد ما في نفسه، ومثل هذا أيضا من كان عنده قواعد وضوابط لما يعلم ويعتقد فينظر في الافاق وفي الانفس ليحصل له ما يقوي ما عنده من العلوم فاذا ظهر له شيء منهما عرضه على قواعده فان وافق قبله وان خالف تأوله أو طرحه ولعل الخطأ في قواعده، فالكاشف على نحو واحد من هذه الثلاثة لا يكاد يصيب الحق الا نادرا بخلاف الأول فانه لا يكاد يخطئ الحق، مع ان كل واحد من الأربعة يدعي الصواب وهي دعوى باطلة إلا أن يشهد الله سبحانه بصحتها وذلك بما انزل في محكم كتابه وأوحى إلى نبيه ﷺ وألهم أولياءه أهل البيت، فاذا اختلفت الأربعة فعليهم الترافع إلى محكم الكتاب والسنة فمن شهدا له بالصدق فهو الصادق ومن لم يشهدا له فأولئك هم الكاذبون."
لقد حدد الشيخ الأحسائي ـ كما هو واضح في هذا النص ـ طريق الكشف الصادق بالاقبال على الله والإخلاص في ذلك الإقبال، كما قيد صدق الكشف بشهادة الكتاب والسنة وهما دليلا الشيعة بل المسلمين جميعا في مسائل احكام الدين.
واما تسميتهم بـ «الركنية» فهو من إطلاق مخالفيهم أيضا إشارة إلى ما اصطلح عليه علماء الشيخية من تسمية اصول الدين والإيمان باركان الدين والإيمان مع عدم المنع من الأول فإنهم في كتبهم ذكروا الاثنين، مع العلم أن إجماع العلماء قائم بأنه لا مشاحة في الاصطلاح، وقد يخصص بعضهم هذا الاسم بأتباع الحاج محمد كريم الكرماني مدعيا ان مسألة الركن الرابع ـ التي ستبحث مفصلا في المبحث الخامس من هذه الدراسة ـ ليست من اعتقاد الشيخ احمد الأحسائي والسيد كاظم الرشتي بل هي من مخترعات الحاج محمد كريم الكرماني، غافلين عن قول السيد كاظم الرشتي في كتابه الحجة البالغة: اعلم أن الإيمان لا يقوم الا بأربعة أركان .... وذكر تلك الأركان كما سيأتي في المبحث الخامس.
ثم ان مصطلح أركان الدين والإيمان لم يكن مختصا بعلماء الشيخية فقط وإنما اصطلحه العديد من علماء المذهب الشيعي الإمامي في كتبهم كالشريف المرتضى في كتابه الشافي ، والعلامة الحلي في بعض اجوبته على المسائل ، والشيخ علي ابن يونس العاملي في كتابه الصراط المستقيم ، والمحقق الكركي في بعض رسائله ، والمحقق الاردبيلي في كتابه مجمع الفائدة ، والسيد محمد العاملي في مدارك الاحكام ، والمولى محمد صالح المازندراني في شرح اصول الكافي ، والمحقق البحراني في الحدائق الناضرة ، والمحقق السبزواري في ذخيرة المعاد ، والسيد نعمة الله الجزائري في نور البراهين  وغيرهم، وتركنا ذكر نصوصهم اختصارا.
وأما تسميتهم بـ «الاحسائية» فنسبة إلى بلاد الأحساء التي نزح منها الشيخ الأحسائي وكثير ممن قلده وتلامذته من بعده فرارا من هجمات المد الوهابي آنذاك.
وأما تسميتهم بـ «بني عامر» فحقيقة الأمر ان الشيخية معتقد ديني يعتنقه الكثير من الناس على مختلف مناطقهم الجغرافية وانتماءاتهم العشائرية، وحيث أن عشيرة بني عامر من العشائر الكبيرة في أحد أهم أماكن وجود الشيخية «البصرة»، وان أغلب أفرادها من مقلدي علماء الشيخية، وان موكب عزاء الإمام الحسين التابع لهم أسموه «موكب بني عامر»، أطلق البعض على الشيخية لقب «بني عامر» جهلا منهم بالانتماءات العشائرية الأخرى لبقية أتباع المدرسة الشيخية في سائر أماكن تواجدهم في العالم الإسلامي، مع العلم أن هناك أفرادا من عشيرة بني عامر بل بطونا برأسها تقلد سائر مراجع المذهب الشيعي الإثني عشري.

### المبحث الثاني: علماء الشيخية
ان الشيعة بصورة عامة مأمورون بأخذ معالم دينهم وأموره وأحكامه وحلاله وحرامه من العلماء المتقين والفقهاء العاملين لقول الإمام جعفر الصادق «أما من كان من الفقهاء صائنا لنفسه حافظا لدينه مخالفا على هواه مطيعا لأمر مولاه فللعوام ان يقلدوه» ولقول الإمام المهدي في توقيعه الرفيع «اما الحوادث الواقعة فارجعوا فيها إلى رواة حديثنا فإنهم حجتي عليكم وأنا حجة الله». لذلك وجب على كل شيعي ان يفتش عن رجل فقيه عالم زاهد يطمئن إلى ورعه وتقواه وزهده وفقهه فيأخذ منه أحكام دينه عملا بقول الأئمة المتقدم، ولا يأخذ من ذلك العالم أحكام الدين إلا من اجل انه يحمل روايات الأئمة وينقل أثارهم وأخبارهم لا غير، ولذلك تعددت الفقهاء الحملة والرواة النقلة، وكل أحد من الشيعة أداه الدليل إلى الأخذ من فقيه فانه يعتمد عليه ويرجع في أحكام الدين إليه، وذلك ليس مختصا بالشيخية وإنما هو جار بين الشيعة بصورة عامة. والشيخية مثل سائر الشيعة حين يقلدون علماءهم قلدوا الشيخ احمد بن زين الدين الأحسائي في حياته والفقهاء من تلامذة مدرسته بعد وفاته.

#### الشيخأحمد بن زين الدين الأحسائي
ولد في الأحساء في قرية المطيرفي سنة 1166 هـ – 1752 م وتوفي سنة 1241 هـ – 1825 م في قرية هدية وهي قرية تقع على ثلاث مراحل من المدينة المنورة عندما كان قاصدا حج بيت الله الحرام في ذلك العام وحمل إلى المدينة ودفن في جوار الأئمة في البقيع مما يلي أرجلهم.
ولما مضى من عمر الشيخ عشرون سنة هاجر إلى العراق سنة 1186 هـ لزيارة العتبات المقدسة ولكي يرى هل في علمائها من له انس بما عنده فأتى إلى كربلاء والنجف الاشرف وفيها العديد من العلماء المشاهير فحضر مجالسهم ومدارسهم وبقي مدة طويلة فيها إلى أن ظهر مرض الطاعون في تلك النواحي فرجع إلى وطنه، وفي سنة 1212 هـ توجه إلى زيارة العتبات المقدسة ورجع إلى البصرة وتنقل في نواحيها، ثم عزم على زيارة الإمام الرضا سنة 1221 هـ فمر في طريقه بالنجف الاشرف وكربلاء والكاظمين، ويزد التي أصر علماؤها وأهلها على إقامته فيها فوعدهم الرجوع إليها بعد زيارة الإمام الرضا في مشهد ووفى لهم بذلك وبقي في يزد مدة خمس سنين، ثم عزم على مجاورة العتبات المقدسة في العراق وتوجه إليها فمر باصفهان وكرمنشاه التي أصر علماؤها وأهلها على إقامته فيها إصرارا شديدا فأجابهم بعد زيارته للعتبات المقدسة فوردها سنة 1229 هـ وبقي فيها سنتين، ثم عزم على حج بيت الله الحرام سنة 1232 هـ عن طريق الشام ورجع إلى النجف ثم كربلاء، ثم توجه إلى كرمنشاه سنة 1234 هـ وبقي هناك إلى سنة 1238 هـ حيث أتاها سيل عظيم هدم ربعها وأعقبه وباء شديد فخرج الشيخ بأهله إلى مشهد مارا بقم وقزوين وطهران وشاهرود، ثم قفل راجعا إلى كرمـنشاه عن طريق يزد واصفهان وبقي في كرمنـشاه سنة، وبعدها عزم على مجاورة العتبات المقدسة في كربلاء بقصد ان تكون منيته هناك فيدفن بجوار الإمام الحسين فارتحل إلى العراق وأقام في كربلاء حتى خرج منها بسبب الفتن التي أثارها مناوِؤه إلى حج بيت الله الحرام آخر سني عمره سنة 1241 هـ.
وكان الشيخ الأحسائي في جميع أسفاره وأماكن مروره وإقامته وحله وترحاله معززا مكرما عند العلماء والرؤساء والرعية بشكل عجيب، وكان مدة إقامته في اصفهان يصلي كل يوم في مسجد الشاه وكانت صفوف المصلين خلفه تصل في بعض الأيام إلى قسم من ميدان الشاه، وقد أحصى المصلين رجل يوم من الأيام فبلغو اثني عشر ألف مصليا  وعلى رواية أخرى ستة عشر ألف مصليا.
وقد أجازه جمع من مراجع التقليد وعلماء عصره ونسخ إجازاتهم محفوظة عند علماء الشيخية ومطبوعة في كراس على حدة ومذكورة في العديد من كتبهم فمنها:
1- إجازة الشيخ جعفر النجفي صاحب كتاب كشف الغطاء وفيها: ان العالم العامل والفاضل الكامل زبدة العلماء العاملين وقدوة الفضلاء الصالحين الشيخ احمد بن الشيخ زين الدين قد عرض علي نبذة من أوراق تعرض فيها لشرح بعض كتاب تبصرة المتعلمين لحجة الله على العالمين ورسالة صنفها في الرد على الجبريين مقويا فيها لرأي العدليين فرأيت تصنيفا رشيقا قد تضمن تحقيقا وتدقيقا قد دل على علو قدر مصنفه وجلالة شأن مؤلفه فلزمني ان أجيزه بعدما استجازني.
2- إجازة السيد مهدي بحر العلوم الطباطبائي وفيها: وكان ممن أخذ بالحظ الوافر الأسنى وفاز بالنصيب المتكاثر الأهنى زبدة العلماء العاملين ونخبة العرفاء الكاملين الأخ الأسعد الأمجد الشيخ احمد بن زين الأحسائي زيد فضله ومجده وعلا في طلب العلا جده.
3- إجازة السيد علي الطباطبائي صاحب الرياض وفيها: ان من أغلاط الزمان وحسنات الدهر الخوان اجتماعي بالأخ الروحاني والخل الصمداني العالم العامل والفاضل الكامل ذي الفهم الصائب والذهن الثاقب الراقي أعلى درجات الورع والتقوى والعلم واليقين مولانا الشيخ احمد بن الشيخ زين الدين الأحسائي.
4- إجازة الميرزا مهدي الشهرستاني وفيها: ان الشيخ الجليل والعمدة النبيل والمهذب الأصيل العالم الفاضل والباذل الكامل المؤيد المسدد الشيخ احمد الأحسائي أطال الله بقاه وأقام في معارج العز وأدام ارتقاه ممن رتع في رياض العلوم الدينية وكرع من حياض زلال سلسبيل الأخبار النبوية قد استجازني.... إلى قوله: فسارعت إلى إجابته وإنجاح طلبته لما كان إسعاف مأموله فرضا لفضله وجودة فطنته.
5- إجازة الشيخ احمد الدمستاني وفيها: قد استجازني الولد الأعز الأمجد الأسعد الشيخ احمد بن الشيخ زين الدين الأحسائي المطرفي وفقه الله لبلوغ الغاية في الرواية والدراية كما جرت به عادة السلف والخلف فاستخرت الله وأجزت له.
6- إجازة الشيخ حسين الدرازي وفيها: وهو العالم الأمجد ذو المقام الانجد الشيخ احمد بن زين الدين الأحسائي ذلل الله له شوامس المعاني وشيد به قصور تلك المباني وهو في الحقيقة حقيق بان يجيز لا يجاز لعراقته في العلوم الإلهية على الحقيقة لا المجاز.(الحاج محمد الكرماني 
كما أن جمعا آخر من العلماء الكبار اخذوا من الشيخ الأحسائي الإجازة فمنهم:
1- الحاج محمد إبراهيم الكرباسي كانت له إجازة من الشيخ مذكورة في كتابه الإشارات.
2- الشيخ محمد حسن صاحب كتاب الجواهر، وإجازة روايته مثبتة في الجزء الثالث من الجواهر بخط الشيخ.
3- السيد عبد الله شبر.
4- الملا احمد النراقي في كاشان.
5- الشيخ اسد الله الكاظمي الأنصاري.
6- وقيل ان الشيخ مرتضى الأنصاري صاحب كتاب المكاسب كانت لديه إجازة منه.
وهذه نماذج لنصوص بعض الباحثين الذين اثنوا على الشيخ الأحسائي:
1- قال السيد محمد باقر الخونساري في كتابه روضات الجنات: ترجمان الحكماء المتألهين ولسان العرفاء والمتكلمين غرة الدهر وفيلسوف العصر العالم بأسرار المباني والمعاني شيخنا احمد بن زين الدين بن الشيخ إبراهيم الأحسائي البحراني لم يعهد في الأواخر مثله في المعرفة والفهم والمكرمة والحزم وجودة السليقة وحسن الطريقة وصفاء الحقيقة وكثرة المعنوية والعلم بالعربية والأخلاق السنية والشيم المرضية والحكم العلمية والعملية وحسن التعبير والفصاحة ولطف التقدير والملاحة وخلوص المحبة والوداد لأهل بيت الرسول الأمجاد بحيث يرمى عند بعض أهل الظاهر من علمائنا بالافراط والغلو مع انه لاشك من أهل الجلالة والعلو.
2- الشيخ عباس القمي صاحب الكتاب المعروف «مفاتيح الجنان» ذكر في كتاب رجاله «الفوائد الرضوية» أثناء شرح أحوال احمد بن محمد بن يوسف البحراني: الشيخ احمد بن زين الدين الأحسائي البحراني الحكيم المتألّه الفاضل العارف العالم العابد المحدث الماهر الشاعر صاحب شرح الزيارة وشرح الحكمة العرشية للملا صدرا وشرح التبصرة ورسائل كثيرة المتوفي سنة 1243 هـ في سفر الحج ودفن في ظهر البقعة المباركة لائمة البقيع صلوات الله عليهم أجمعين وذهبت انا إلى قبره وكان مكتوبا على لوح مزاره:
3- قال الشيخ عبد الله نعمة صاحب كتاب «فلاسفة الشيعة» تحت عنوان الأحسائي: كان من رجال الشيعة اللامعين الذين اخذوا بأسباب المعرفة والفكر والفلسفة والكلام والفقه والعرفان إلى جانب تمرسه بالطب والرياضيات والنجوم والكيمياء «الصنعة» وعلم الأعداد والكلمات والحديث والاصول وكانت حياته فريدة من نوعها فقد أنفقها على العلم والإنتاج.
4- قال الشيخ عبد الله السبيتي صاحب كتاب مشيخة الأزهر: ان الشيخ احمد كان من كبار الفلاسفة الإلهيين وضليعا بفلسفة ما وراء الطبيعة.... والحق انه كما يلوح في كتبه قد وقف حياته أو أكثر حياته على التعمق في العلوم الإسلامية واخصها الأحاديث الواردة في اصول الإسلام وأوشك ان يكون أخصائيا متفوقا كل التفوق.
5- قال البروفيسور هنري كربين صاحب كتاب المدرسة الشيخية: انه لاشك بان الشيخ لم يفكر أبدا بتأسيس مكتب متميز عن غيره فان قصده فقط انه يؤمن بإخلاص بجميع تعاليم الأئمة الأطهار التامة ويحيي علومهم ويكسبها روحا جديدة
واما نتاجه العلمي والفكري فقد خلف أكثر من (150) كتابا ورسالة في الفلسفة واصول العقائد والموعظة والسلوك واصول الفقه والتفسير والأدب والنجوم والهندسة والحساب والكيمياء والاعداد والطب وغيرها، وقد جمع أغلبها تلامذته ضمن موسوعة علمية مطبوعة منتشرة تسمى «جوامع الكلم».

#### السيد كاظم الرشتي
هو السيد كاظم بن السيد قاسم بن السيد احمد بن السيد حبيب الحسيني، وكان السيد حبيب من أشراف السادات الحسينية ورؤساء أهل المدينة المنورة، وبعد وفاته ظهر طاعون فيها فهاجر ابنه السيد احمد منها إلى «رشت» وسكنها وتزوج فيها، فولد له السيد قاسم وكان من فضلاء أهل «رشت» وولد له السيد كاظم سنة 1212 هـ ومن هنا اشتهر بـ «الرشتي»، فلما رآه أبوه راغبا في تحصيل العلوم منذ طفوليته وضعه عند معلم فتعلم العلوم الظاهرية، وطلب العلوم العالية فتوجه إلى يزد للقاء الشيخ احمد الأحسائي الذي كان فيها حينذاك فالتزمه واشتغل بالاستفادة من علومه إلى أن أمره الشيخ ان يسكن كربلاء ويتوطن فيها ويشتغل بالتدريس.
وقد اقر له بالعلم والفضل جمع من علماء عصره منهم:
1- السيد علي الطباطبائي صاحب كتاب الرياض.
2- الشيخ خلف بن عسكر.
3- السيد عبد الله شبر صاحب كتاب فقه الإمامية والتفسير.
4- السيد جعفر شبر.
5- السيد حسن الخراساني.
6- الشيخ نوح النجفي.
7- الميرزا محمد حسين الشهرستاني.
اما إجازاته فمضافا إلى أهمها التي هي من أستاذه الشيخ احمد الأحسائي فقد أجازه جمع من العلماء الكبار منهم الشيخ موسى بن الشيخ جعفر النجفي، والسيد عبد الله شبر صاحب التفسير، وغيرهم ممن أجازهم الشيخ جعفر النجفي صاحب كشف الغطاء.
وقد سلك السيد كاظم في العراق مع جميع الطبقات سلوكا حسنا حتى أحبه الحاكم والرعية والرئيس والمرؤوس واتبعوه وانجذبوا إليه، حتى نقل عن السيد محمود الالوسي مفتي بغداد وصاحب «المقامات الالوسية» انه قال: «لو ان السيد كان في زمان يمكن ان يبعث فيه نبي وادعى النبوة لكنت أول من امن به لان شرطها العلم والعمل والتقوى والكرامة وكلها موجودة فيه».
وكان شاعر الدولة العثمانية واحد كبار موظفيها عبد الباقي افندي العمري يجله غاية الإجلال وقد مدحه في أشعاره وأثنى عليه في قريضه فقال مادحا له كما في ديوانه المطبوع «الترياق الفاروقي» عند قدومه إلى بغداد زائرا الأئمة:
إلى أن قال
إلى آخر القصيدة، وقال أيضا في قدومه
إلى آخر ما قال، وقال عند وقوفه على قبره راثيا له:
كما مدحه ورثاه العديد من شعراء كربلاء والنجف الاشرف في تلك الحقبة من الزمن مثل الشيخ قاسم الهر الحائري بقوله:
وذكره السيد محمد باقر الخونساري صاحب روضات الجنات عند ذكره من أجازهم الشيخ الأحسائي قائلا: الا إن تلميذه العزيز وقدوة أرباب الفهم والتمييز بل قرة عينه الزاهرة وقوة قلبه الباهرة الفاخرة بل حليفه في شدائده ومحنه ومن كان بمنزلة القميص على بدنه اعني السيد الفاضل الجامع البارع الجليل الحازم سليل الأجلة السادة القادة الأفاخم الأعاظم بن الأمير سيد قاسم الجيلاني الرشتي الحسيني الحاج سيد كاظم النائب في الأمور منابه وإمام أصحابه المقتدين به بالحائر المطهر الشريف إلى زماننا هذا.
وفي سنة 1259 هـ توجه السيد كاظم إلى زيارة الإمامين العسكريين في سامراء ولما رجع إلى بغداد لزيارة الإمامين الكاظمين استدعاه نجيب باشا والي بغداد وعظمه وأكرمه في الظاهر الا انه سقاه السم في القهوة فلما قام السيد من عنده إلى منزله تقيأ كبده وغشي عليه فحمل إلى كربلاء عاجلا، وبعد ليلتين أو ثلاث تُوفي ودفن في الرواق المتصل بقبور الشهداء مما يلي رجلي الإمام الحسين في الحضرة الحسينية المقدسة.
ولقد خلّف السيد الرشتي ارثا علميا وفكريا ضمن (177) عنوانا يشتمل على (171) رسالة وخطبة واحدة و (3) فوائد ووصيتين. استوعبت مختلف العلوم التي ذكرت في نتاج استاذه الشيخ الأحسائي.
وأما أيادي السيد الرشتي على أهل كربلاء وتأثيره الكبير على جميع جوانب الحياة فيها فيجمله النص التالي: «الحقيقة ان لهذا البيت من لدن عصر مؤسسه وباني كيانه السيد كاظم الرشتي حتى أيام أحفاده الأخيرة تأثيرا على الحياة العلمية والأدبية والاجتماعية والسياسية في كربلاء لا يستطيع أحد تجاهله، كما ليس في وسع من يريد ان يؤرخ لفترة من تلك الفترات الا ان يشير إلى ما لرجال هذا البيت من أهمية ومساهمة واثر بالغ في مراحل الحياة كافة، وبالرغم من ان ظهور هذا البيت وبروز رجاله لم يتجاوز القرن الواحد الا قليلا فقد خط لهم التاريخ صحائف لا تمحوها الأيام، وخلد لهم مآثر وآثارا سوف تبقى مع الزمن، فمن تجديد إنشاء المسجد الواقع في القسم الشرقي من الصحن الحسيني إلى (نهر الرشدية) الذي عرف باسمهم والذي أنفذه جدهم إلى بحيرة الرزازة على نفقة زوجة السلطان محمد شاه القاجاري إلى حفظ دماء عشرات الالوف من أهالي كربلاء في واقعة نجيب باشا إلى خدمات ومساع أخرى لا يأتي عليها العد.»

#### الحاج محمد كريم الكرماني
ولد سنة 1225 هـ وتوفي سنة 1288 هـ في قرية «ته رود» على ثلاثة مراحل من كرمان في طريق سفره إلى كربلاء للزيارة فوافاه الأجل هناك وحمل جسده إلى «لنكر» واودع هناك ثم نقل بعد سنة وستة أشهر إلى كربلاء ودفن بجوار قبر استاذه السيد كاظم الرشتي في الرواق المتصل بقبور الشهداء مما يلي رجلي الإمام الحسين.
واقيمت له الفواتح في إيران والعراق، وفي كربلاء أقامها السيد احمد بن السيد كاظم الرشتي، ورثاه عدد من الشعراء منهم: الشيخ إسحاق المؤمن والشيخ يوسف بريطم والحاج محسن الحميري والشيخ محمد علي الهر.
فمن قصيدة الشيخ يوسف بريطم الكربلائي قوله:
ومن قصيدة الحاج محسن حبيب الحميري الكربلائي قوله:
خلف الحاج محمد كريم الكرماني من النتاج العلمي والفكري تراثا ضخما ضمن (286) عنوانا يشتمل على (255) رسالة و (21) فائدة و (9) وصايا ومقالة واحدة و (253) موعظة و (3) واردات و (32) عائدة وخطبة واحدة. في مختلف العلوم كالفلسفة والعقيدة والسلوك إلى الله والتفسير والأخبار واصول الفقه والطب والطبيعيات (كالفلك والرياضيات) والكيمياء والعلوم الغريبة (كالرمل والخيوط والحصيات والاعداد وتعبير الرؤيا) والعلوم الأدبية (كالصرف والنحو والإملاء واداب الكتابة).
ويرى بعض المحققين ان الحاج محمد كريم الكرماني أول من تصدى للإصلاح الاجتماعي والتجديد في إيران، وانه سبق السيد جمال الدين المعروف بالأفغاني والشيخ هادي النجم ابادي في آرائه وأفكاره، فقد ألف قبلهما كتابا باسم السلطان ناصر الدين شاه القاجاري سماه بـ «الناصرية» ـ طبع يوم ذاك في بمبي بالهند ـ وقد طالب فيه بالإصلاح والتجديد، ودل الشعب على طرق النهضة بالبلاد، وكيف يجب أن يكونوا مجددين مصلحين، وكانت الأفكار الحديثة قد سرت إلى إيران والشرق يوم ذاك من أوروبا، ولم تكن قد حدثت التحولات السياسية والاجتماعية بعد. وكان كتابه وآراؤه حدثا مهما بالنسبة للشعب الإيراني وفي الأوساط المثقفة، إذ لم يكن من المألوف ولا المتوقع ان يبرز من بين صفوف الروحانيين والعلماء زعيم طائفة دينية ومرشد طريقة مذهبية يدعوا إلى الإصلاح الاجتماعي.
وأما إجازاته فله إجازتان من استاذه السيد كاظم الرشتي بخطه وخاتمه موجودتان محفوظتان عند أبنائه ومذكورتان في كتاب تذكرة الأولياء للميرزا نعمة الله الرضوي. والثالثة إجازة من الاخوند الملا حسين الكنجوي. والرابعة إجازة من الاغا محمد شريف الكرماني.

#### الحاج محمد بن محمد كريم الكرماني
ولد سنة 1263 هـ وتوفي في قرية لنكر على سبعة فراسخ من كرمان سنة 1324 هـ وحمل إلى كربلاء ودفن مجاور قبر أبيه والسيد كاظم مما يلي الشهداء ورجلي الإمام الحسين.
وقد خلف من النتاج العلمي (216) عنوانا يشتمل على (179) رسالة و (11) واردة و (13) فائدة و (5) وصايا و (2096) درسا و (1923) موعظة.
وأما إجازاته فأهمها إجازة أبيه الحاج محمد كريم الكرماني. والثانية إجازة الشيخ علي بن الشيخ حسن البحراني. والثالثة إجازة الشيخ جعفر بن الشيخ محمد تقي القزويني المعروف بالشهيد الثالث.
والرابعة إجازة الملا حسين الكنجوي. وقد ذكر صور إجازاته في مقدمة كتابه «الكتاب المبين».

#### الحاج زين العابدين بن محمد كريم الكرماني
ولد سنة 1276 هـ وتوفي سنة 1360 هـ وحمل إلى كربلاء ودفن في رواق أنصار الإمام الحسين مجاورا لمرقد السيد كاظم الرشتي وأبيه وأخيه.
وخلّف من النتاج العلمي (157) عنوانا يشتمل على (139) رسالة و (12) فائدة ورقيمتين ومقالتين و (142) درسا و (293) موعظة.
وأما إجازاته فأولها عن أستاذه وأخيه الأكبر الحاج محمد الكرماني. والثانية إجازة السيد حسين بن السيد جعفر اليزدي. والثالثة اجازة الشيخ علي بن الشيخ حسن البحراني.
وبعد رحيل الحاج زين العابدين الكرماني قلدت الشيخية في امور دينها ابنه الحاج أبا القاسم الإبراهيمي، وبعده ابنه الحاج عبد الرضا الإبراهيمي، ولما اغتيل في كرمان قلدت الشيخية السيد علي السيد عبد الله الموسوي الموجود في البصرة.

### المبحث الثالث: عقائد الشيخية
من أراد الكلام في عقائد قوم يجب أن لا يمر مرة عابرة ولا ينظر نظرة خاطفة سريعة، ولا يتكلم بشيء دون أن يقبل على معالجة ذلك بالتحقيق والتدقيق وإيراد الدليل من كتب القوم أنفسهم، خصوصا إذا كان أولئك القوم موجودين حاضرين وكانت كتبهم مطبوعة منتشرة.
في هذا المبحث سوف نستعرض نصوصا محكمة لمراجع الشيخية هي القواعد التي بني عليها اصول اعتقاداتهم وترجع إليها جميع تفصيلات أبحاثهم وتحقيقاتهم:
1- قال السيد علي الموسوي: يعتقد أبناء هذه الطائفة وعلماؤها في اصول دينهم بمعرفة الله وحده لا شريك له في ذاته ولا في صفاته ولا في أفعاله ولا في عبادته، ويعتقدون أن محمدا عبده ورسوله أرسله بالحق بشيرا ونذيرا وداعيا إليه بإذنه وسراجا منيرا، ويعتقدون بسائر الأنبياء الذين جاءوا قبله من لدن آدم حتى الخاتم، ويعتقدون بالأئمة الإثني عشر الذين أولهم علي وآخرهم القائم بن الحسن العسكري انهم حجج الله في أرضه وخلفاء رسوله في امته، وإنهم لا يزادون على عددهم ولا ينقصون عنهم، وانهم عباد مكرمون لا يسبقون الله ورسوله بالقول وهم بأمره يعملون، ويعتقدون أن أولياءهم أولياء الله وان أعداءهم أعداء الله، هذا في اصول الدين وأما في فروعه فإنهم يعملون بالقران وبسنة النبي محمد ﷺ وبأخبار أهل البيت ولا يتجاوزون عن ذلك، ولا يجيزون الرأي والاجتهاد وما قال قوم في دين الله ليس له برهان، وتقلد هذه الفرقة من علمائها الذي تعتقد أنه راو صادق القول يروي عن أهل البيت ولا يقول بشيء من هوى نفسه.
2- قال الحاج عبد الرضا الإبراهيمي: الشيخية ليست مذهبا خاصا وهي بعينها مذهب الشيعة الإثني عشرية.
3- وقال أيضا: عقائد الشيخية ليست الا عقائد الشيعة الإثني عشرية.
4- وقال أيضا مجيبا على سؤال نصه: ما الهدف الأصلي الأساس للسلسلة الجليلة الشيخية ؟ فأجاب: عبادة الله وإطاعة نبيه وأوصيائه وموالاة أوليائهم ومعاداة أعدائهم وهذا هدف جميع الشيعة الإثني عشرية.
5- قال الحاج أبو القاسم الإبراهيمي: عقائدي في جميع الامور بدون استثناء هي ما نطق به كتاب الله وقامت به سنة نبيه ﷺ وأوصيائه الأئمة ألاثني عشر صلوات الله عليهم وبينوه وأوضحوه وقامت به ضرورة الإسلام والمذهب وإجماع الفرقة المحقة الأمامية كثرهم الله، وقولي في جميع الأشياء ما علمت وما لم اعلم فهمت أو لم افهم بلغني أو لم يبلغني أظهروه أو كتموه كليا كان أو جزئيا أصليا أو فرعيا في الاعتقادات القلبية أو الأحكام العملية قول آل محمد عليهم السلام وأنا عبد مطيع لهم ان شاء الله في ارش الخدش إلى التوحيد، هذا ديني وهذه عقيدتي فليبلغ الشاهد الغائب وأنا اشهد الله على هذه العقيدة عليها أحيى وعليها أموت وعليها احشر.
6- وقال أيضا: اني اشهد الله القاهر الغالب وأنبياءه المرسلين وملائكته المقربين والأئمة الطاهرين والكرام الكاتبين ان عقيدتي وعقيدة مشائخي (اع) وجميع هذه السلسلة الجليلة في جميع الأشياء الأصلية والفرعية والكلية هي ما قام عليه الإجماع وضرورة المذهب.
7- وقال أيضا: اعلموا يا إخواني ان الشيخية لم يأتوا بشرع جديد وكتاب جديد ونبي جديد وأئمة جديدة، وما عبدوا إلها آخر ولم يشركوا بالله ولم يدعو الإلوهية لأحد، وهم رجال مسلمون مؤمنون بما آمنتم به كافرون بما كفرتم به، مطيعون لله وللرسول ﷺ مصدقون بكل ما جاء به النبي معتقدون بالمعاد واليوم الآخر، متبعون للائمة الإثني عشر صلوات الله عليهم ولا يغالون فيهم ولا يدعون في حقهم الربوبية نعوذ بالله ويقرون لهم كل فضل ممكن في العالم سوى الربوبية ولا ينكرون فضائلهم وولايتهم ولا يدعون الإمامة لأحد غيرهم، والشيخية يوالون أولياء آل محمد ويعادون أعداءهم وأعداء شيعتهم ومحبيهم، والشيخية يعتقدون أنه لا يجوز لأحد من المسلمين أو غيرهم سواء كان عالما أو جاهلا أو فقيها أو مجتهدا أو أيا كان القول في دين الله ودين الإسلام سواء كان في الفصول أو الفروع بعقله وفكره ونظره من دون أن يكون مأخوذا من الأئمة والنبي ﷺ، وقولهم في جميع الامور قول آل محمد ولا يدينون الله سبحانه الا بما دان آل محمد به، ولا يعتقدون بغير ضرورة الإسلام والمذهب، هذا والله دينهم واعتقادهم وظاهرهم وباطنهم.
8- قال الحاج زين العابدين الكرماني: ان الله سبحانه ربنا لا شريك له أبدا في ذاته وصفاته وأفعاله وعبادته من أحد من خلقه من أول الخلق إلى آخرهم فلا يشاركه أحد، ومحمد (ص) وأوصياؤه الاثنا عشر وفاطمة الصديقة من بعده أفضل الخلق وأشرفهم بما فضل الله ولا يستقلون بأنفسهم في شيء ولا يقدرون بأنفسهم على شيء ولو حمل مثقال ذرة، وكل فضل لهم فهو من فضل الله عليهم وإمساكه إياه بيده لهم ومع ذلك لهم من الفضل بفضل الله وعطائه ما سوى الربوبية، والحق ما جاءوا به والباطل ما رفضوه وأبطلوه، هذا ديننا واعتقادنا.
9- وقال أيضا: ان مذهبنا وديننا دين الله الذي هو الإسلام وقد ارسل لإظهاره خير الأنام محمد بن عبد الله عليه واله الصلاة والسلام، فالحق ما جاء به وصدقه والباطل ما أنكره وكذبه وذلك من أمر التوحيد فما دونه إلى ارش الخدش، فالحق ما جاء به فيما اسر أو أعلن وفيما بلغنا عنه أو لم يبلغ، إلا أن ما بلغنا عنه وعلِمناه نعتقدُ به عينا وما لم يبلغنا نعتقد به إجمالا، وما قام عليه ضرورة الإسلام بحيث يكون بديهيا عند المسلمين اعني أهل الحل والعقد منهم وخاصة عند الفرقة المحقة الإثني عشرية ولم يخالف بعضهم بعضا واتفقوا على أنه من دين النبي (ص) فهو الحق الذي لا مرية فيه نحن معتقدون متدينون به ومنكرون لما خالفه، ولو وجد في كلماتنا بعض المتشابهات لزم المنصف المتدين ان يرده إلى محكم كلامنا الذي نصرح به، ولو بني على الحكم بالمتشابهات لزم الأخذ بمتشابهات الكتاب والسنة والحكم بمقتضاها أيضا وهو باطل إجماعا بل ضرورة.
10- قال الحاج محمد الكرماني: نحن لا نريد في كل كلامنا واعتقادنا الا متابعة الأئمة الأطهار ولا نقول الا ما وصل إلينا من الأخبار والآثار.
11- وقال أيضا: مذهبنا ان المعبود هو الله وحده لا شريك له ونعبده وان لم ندرك ذاته وهو يرانا وان لم نره، ونتخذ حججه شفعاءنا في كل عمل ليقبله الله منا ببركاتهم، وعند العمل نتوجه إليه وحده لا شريك له ولا نتوجه إلى غيره أبدا.
12- قال الحاج محمد كريم الكرماني: عقايدنا عقايد الشيعة الإثني عشرية فما اتفقت عليه الشيعة الاثنا عشرية في اصول الدين نعتقد به وما أنكروه ننكره وإجماع الشيعة في الفروع والاصول عندنا حجة.
ثم ذكر في تفصيل هذه الكلمة الجامعة ما حاصله: اعتقادنا معاشر الشيخية ان الله سبحانه أحد في ذاته لا شريك له وواحد في صفاته فلا يشركه في صفاته أحد من خلقه وواحد في أفعاله فلا شريك له فيها وواحد في عبادته فلا معبود سواه وعبادة غيره شرك، ونعتقد أن الله سبحانه عدل لا ظلم فيه وخلق جنة ونارا، وخلق خلقا وعرفهم ما يقربهم من الجنة ويباعدهم من النار وبين لهم ما يقربهم من النار ويباعدهم من الجنة، وأعطاهم شعورا وقوة وقدرة واستطاعة فمن أراد العصيان اصحبه مشيته ليصل إلى منتهى غايته ومن أراد الطاعة اصحبه مشيته ليصل إلى منتهى إرادته، ونعتقد بان نبينا هو محمد ﷺ وهو معصوم مطهر من كل نقص وانه خاتم الأنبياء ولا وحي بعد وحيه وشرعه خاتم الشرايع وكتابه خاتم الكتب وهو باق إلى يوم القيامة وجميع ما قاله حق وصدق وعدل، وأئمتنا علي وأولاده الأحد عشر، ارتحل أحد عشر منهم من هذه الدنيا وبقي ثاني عشرهم وهو غايب وحي موجود وسيظهر، والأنبياء السابقون وأوصياؤهم كلهم على الحق، والولاية لهم واجبة، وقد نسخت شرايعهم، وما نطق به الكتاب والسنة من الموت والقبر والبرزخ والجنة والنار والحساب والميزان والصراط وغيرها كلها حق، ويعود الناس بأرواحهم وأجسادهم وقد عرج النبي ﷺ بروحه وجسمه، وما قاله الأئمة حق حتى في الجزئيات، والولاية لآل محمد وأوليائهم واجبة والبراءة من أعداء الدين ومحبيهم لازمة، وكتاب الله خليفته في الأرض، وسنة النبي ﷺ خليفته في امته، وآثار آل محمد خليفتهم في شيعتهم، ولا بد لنا من التمسك بهذه الثلاثة في هذا الزمان، ومن قدر على أن يستنبط الأحكام من هذه الثلاثة فهو من حملتها ومن لم يقدر فلا بد وان يقلد من يعرف الكتاب والسنة والآثار فإنها تحتاج إلى حامل وناطق يعرف الناس أحكامها، وعلماء الاعصار حجج الأئمة على ساير العوام ولا بد وان يأخذوا دينهم منهم، هذا مختصر من عقائد الشيخية.
13- وقال أيضا: وان أردت قانونا كليا في عقايدنا فما وافق إجماع الشيعة فهو قولنا وديننا وما خالف إجماع الشيعة فنحن بريئون منه.
14- قال السيد كاظم الرشتي: إني اعتقد واجزم وأقول بلسان حالي ومقالي وجناني واركاني وسري وعلانيتي ان ظاهر ما عليه الفرقة المحقة هو الحق الذي لا شك فيه ولا ريب يعتريه، وكل مذهب أو اعتقاد أو قول أو فعل يخالف ما عليه الفرقة المحقة فذلك باطل عاطل فاسد كاسد أبرء إلى الله وإلى رسوله وإلى الأئمة الطاهرين سلام الله عليهم من ذلك القول أو الاعتقاد، وجميع كلماتنا وأقوالنا في جميع مصنفاتنا ومباحثاتنا وأجوبتنا للمسائل لا يخرج عما عليه الفرقة المحقة، فإذا وجدتم كلاما متشابها أو في ظاهره المنافاة فردوه إلى المحكمات وادرأوا الحدود بالشبهات «ولا تقولوا لمن ألقى إليكم السلام لست مؤمنا»،  ولا تكونوا كما قال عز وجل «بل كذبوا بما لم يحيطوا بعلمه ولـمّا يأتهم تاويله»(القران الكريم سورة يونس الاية 39).
15- وقال أيضا: انا ما تركنا طريقة علمائنا الماضية وأصحابنا السالفين في كيفية الاستنباط في الأحكام الفرعية فان طريقتهم هي طريقتنا والذي يعملون به هو الذي نعمل به ومسلكهم هو الذي نسلك به، وفي اصول العقايد ما عندهم من اجمالات الاعتقادات هو الذي نعتقدها وندين الله بها، نعم عندنا تفاصيل تلك الاجمالات التي لم يذكروها ولم يدونوها كزوائد ترجع إلى تلك الاجمالات، وبالجملة فالذي عندهم عندنا وعملهم عملنا بلا شك.
16- وأما الشيخ احمد الأحسائي فله رسالة كاملة تسمى «حياة النفس» في بيان بعض ما يجب على المكلفين من معرفة اصول الدين، وقد قسمها إلى خمسة أبواب وخاتمة وجرى فيها مجرى الأصوليين في مسألة تعداد اصول الدين:
فالباب الأول في وجوب معرفة الله سبحانه ووجوب الاعتقاد بانه قديم دائم ابدي حي عالم قادر مختار مريد سميع بصير واحد لا شريك له محيط بكل شيء متسلط على كل شيء ليس كمثله شيء لا نسبة بينه وبين شيء لا يحل في شيء ولا يتحد بشيء وتستحيل عليه الرؤية في الدنيا والآخرة ولا يدرك بشيء من الحواس الظاهرة والباطنة.
والباب الثاني في العدل، والثالث في النبوة، والرابع في الإمامة وإثباتها للائمة الإثني عشر ووجوب الاعتقاد بان القائم المنتظر حي موجود، والخامس في المعاد ووجوب الاعتقاد في الحشر وإنطاق الجوارح للشهادة وتطاير الكتب والميزان والصراط وحوض الكوثر والجنة والنار ووجوب الاعتقاد ان كل ما نطق به القران وجاء به محمد ﷺ من أحوال الموت والحشر والثواب والعقاب حق، والخاتمة في وجوب الاعتقاد بالرجعة وذكر شطر من اشراط الساعة.

### المبحث الرابع: المدرسة الفكرية الشيخية والمدارس الأخرى
في هذا المبحث سوف نستعرض باختصار علاقة المدرسة الفكرية الشيخية ببعض المدارس الأخرى التي ظهرت على الساحة الإسلامية.

#### المدرسة الصوفية
لقد أدرك البروفسور هنري كربين ذلك الفرق الكبير في منهجية المعرفة والتحليل والاستنتاج العلميين بين المدرسة الشيخية والمدرسة الصوفية بل بينهم وبين سائر الفلاسفة الآخرين فقال: ليس البعد الكثير هو بين الشيخية وسائر الحكماء والفلاسفة الآخرين فقط، بل بنفس البعد ـ كما هو ملاحظ ـ يبتعدون أيضا عن الصوفية، لان كتب الشيخية بالتمام والكمال مبتنية على تعاليم الأئمة الأطهار وجعلت بياناتهم ميزانا لهم.
والحقيقة ان من يقرأ في كتب الشيخ الأحسائي الفلسفية يتجلى له واضحا حرصه الشديد على نقض نظريات التصوف خصوصا نظرية «وحدة الوجود» والرد على اقطابه حتى انه وصف محيي الدين بن عربي بانه مميت الدين الاعرابي.
قال في «الرسالة التوبلية» يعرف الصوفية ويشرح بعض طرقهم ويرد عليها ويفندها: اعلم أن هؤلاء كانوا يتكلمون في الحقائق التي عرفوها بعبارة تخالف الشرع ظاهرا وتنافي الإيمان بل الإسلام في اللفظ....وكانت لهم طرق يخالفون فيها الشريعة:
فمنها ان منهم من يترك العمل مدعيا بالوصول وان العمل يشغل من هو بين يدي الملك، ولا يعلم أن استحضار ذلك هو الذي بين يدي الملك وهو بالقلب، والعمل بالجوارح هي خدمتها للملك وكونها بين يديه وكذلك الحركات والبصر، فان العبادة والخدمة مقسمة على الجوارح والقلب واللسان والأعراض كالحركات وغيرها فأيها لم يقم بما كلف به لم يشكر.
ومنهم من يستمع الملاهي ويستمع الألحان المطربة مدعيا ان النفس خلقت من حركات الأفلاك ونفوسها فإذا سمعت هذه الأصوات والملاهي طربت وتذكرت أوطانها وأوطارها وأطوارها فانصرفت عن هذا العالم فصافحت الملائكة وصعدت إلى الملكوت وأدركت حظها، وجهلوا ما حققوا في مثل هذا المقام ان هذه الملاهي إنما حرمت لان النفس لا تتجاوز عنها بل تنتقل في حركات الملاهي ونغمات الغناء لما بينها وبين النفس من المناسبة، لان الغناء فضلات نفسانية عجزت النفس عن إبرازها في ألفاظ دالة فأخرجتها ألحانا، وكذلك الملاهي بجميع أصنافها فإنها تحكي الحان الأفلاك على ما قرر في الموسيقى، فلا تزال النفس مشتغلة بتلك الأصوات والنغمات تنتقل معها وتسير بها في كل مكان سحيق، فهي في الحقيقة اشد من الغفلة ولذا سماه الشارع ملاهي لان النفس في غير تلك قد تلتفت إلى أوطانها فتشاهد وقد تغفل، وأما في هذه الحال فهي محجوبة بالانتقال فايما حركة توجهت إليه لما بينهما من المناسبة فقبل أن تتوطن أتاها مناسب آخر نقلها عن الأول هكذا، فلا تزال تلعب بها الريح وتتخطفها الأطيار ليس لها تصرف في نفسها، فهي في الحقيقة أبدا غريبة ما دامت في تلك الحال قد غربت عن الأوطان وشردها عن مساكنها الشيطان، ولهم كلام ما أشبهه بالحق لأنهم مزجوا حقا بباطل «وليلبسوا عليهم دينهم ولو شاء الله ما فعلوه فذرهم وما يفـترون».
ومنهم من حصر المدلولات الشرعية على الامور الباطنية في الإنسان وقالوا إنما أراد الشارع هذا الذي عندنا وليس شيء سواه
ولكل رأيت منهم مقاماً شرحه في الكتاب مما يطول
ولا يخفى حال هذه الجماعة وهم الذي نُهي عن أتباعهم لأن من أقوالهم ما يخالف الشرع ومن أعمالهم ومن علومهم ومن استعمالهم فمن تبعهم وقع فيما هم فيه.

#### مدرسة الملا صدرا
مثلما أدرك البروفسور هنري كربين البعد الشاسع بين المدرسة الشيخية والمدرسة الصوفية كذلك أدرك الاختلاف الكبير بين المدرسة الشيخية وبين مدرسة الملا صدرا وابن سينا والاشراقيين فقال: انه بعيد بان الشيخية تجلس جنبا إلى جنب مع حكماء الملا صدرا والفلاسفة من أتباع ابن سينا والاشراقيين في خيمة واحدة ويتصلون معهم في مجلس واحد. ثم بين سبب ذلك البعد فقال: أما منابع الشيخية فهي تتكئ دائما على متون وبيانات الأئمة الأطهار.
وان قراءة يسيرة في شرحي الشيخ الأحسائي على كتابي المشاعر والعرشية تظهر جليا ان طريقته مخالفة تماما لطريقة الملا صدرا، بل رد عليه فيهما وبيّن انه نهج في كثير مما ذهب إليه نهج الصوفية.
واليك انموذجا مما كتبه في شرح العرشية حيث قال بعدما ذكر قول الملا صدرا: قوله: «اذكر طائفة من المسائل الربوبية.... الخ» مثل قوله في «المشاعر»، وقد نبهت على كثير من بطلان دعواه هناك في شرحنا على «المشاعر» وربما نذكر هنا شيئا يظهر للناظر بطلان هذه الدعوى في كثير من كلامه وانه خرج عن طريقة الباحثين والمعلمين إلا في بعض المواضع فانه خرج عن بعض كلامهم إلى أسوأ مما قالوا وأقبح مما ذكروا، وان كان قولهم أكثره لا يجري على قواعد الدين ولا ينطبق على سنة سيد المرسلين صلى الله عليه واله أجمعين، وذلك لان دعواه انه لا يقول إلا بقول محمد واله الطاهرين صلى الله عليه واله الطيبين، ولو كان الأمر كما قال لما ذهب إلى أن الخلق من الله سبحانه بالسنخ، وهذا المذهب عند أهل البيت كفر وزندقة، ولما قال بسيط الحقيقة كل الأشياء ومعطي الشيء ليس بفاقد له في ذاته ولا في ملكه، وأمثال ذلك مما ينكرونه ويبرأون منه وممن ذهب إليه، ويأتي بيان كثير من بطلان دعواه في مواضعها.

#### البابية
سنستعرض تحت هذا العنوان حقيقتين واقعتين لا يمكن إنكارهما:
الحقيقة الأولى: ان «علي محمد الباب» نفسه في كتابه «البيان» قد حارب الشيخية ورئيسها الشيخ احمد الأحسائي وتلميذه السيد كاظم الرشتي وحرم النظر في كتبهم ونهى أتباعه عن معاشرتهم بل حثهم على عداوتهم فقال في سورة من سوره المزعومة في معرفة اسم القدوس ما هذا نصه: «من اليوم الذي قرء عليكم كتاب ربكم كتاب البيان حرمنا عليكم يا حروف كلمة البيان ومظاهر النقطة السايرة في هويات الظهور إلى تفسير الزيارة وشرح الخطبة وكلما كتب الأحمد بيمينه والكاظم بيمناه كما حرمنا على الذين من قبلكم النظر إلى عورات امهاتكم وان هذا من فضلنا عليكم وعلى الناس لعلهم يحذرون. قل لو أنتم تنظرون إلى حروف مما حرمنا عليكم على قدر لمحة البصر أو ما هو اقرب ليحجبنكم الله من مشاهدة من يظهره وهو يوم قيامتكم فاتقوا الله يا أهل البيان لعلكم تفلحون. قل انظروا إلى الذين ترأسوا بعدهما في الناس كيف أنكروا أمر الفرقان وكتبوا إلى شطر الأرض من غربها وشرقها ان الذكر لمجنون». إلى أن قال: «قل ان الأحمد والكاظم والفقهاء لن يقدرون ان يفهموا ويتحملوا سر التوحيد بأفعالهم وكينوناتهم إذ هم أهل التحديد وما هم عند الله بعالمين».
وقال: «يا أهل الذكر والبيان قد حرم عليكم اليوم بمثل ما حرمنا النظر إلى أساطير الأحمد والكاظم والفقهاء القعود والجلوس مع الذين اتبعوهم في الحكم لئلا يضلوكم فتكونوا إذا لمن الكافرين. واعلموا يا أهل الفرقان والبيان إنكم اليوم أعداء الذين اقتدوا بالأحمد والكاظم وهم لكم عدو وليس لكم على الأرض منهم ولا لهم منكم اشد عداوة ولقد القي بينكم وبينهم البغضاء والشحناء وهو الله ربكم الرحمن قد كان بكل شيء محيطا وبما يعامل مع عباده عليما حكيما فمن يخطر على قلبه سبع سبع عشر عشر رأس خردل من حب هؤلاء فليذيقنهم يوم القيامة من يطهره الله بنار اليم».
الحقيقة الثانية: ان أول من رد على «البابية» وعلى طريقتهم الباطلة وبدعهم المضلة وحكم عليهم بأنهم خارجون عن الإسلام هم علماء الشيخية، فلقد أمطروا الباب وابلا من اللعن والطرد بشتى الوسائل في مواعظهم ودروسهم وكتبهم وكانوا سبب إصدار حكم اعدامه واعدم في تبريز وخلص الناس من شره، وكتبهم في ذلك مطبوعة منتشرة خاصة ما كتبه الحاج محمد كريم الكرماني في رد الباب بأمر السلطان ناصر الدين شاه فقد وجه الضربة القاضية عليه وعلى أتباعه، وقد سعى «الباب» في اغتيال الحاج محمد كريم وخاب مسعاه.
وهذه أسماء بعض الكتب التي ألفها علماء الشيخية في الرد على البابية:
1	الرد على الباب المرتاب 	الحاج محمد كريم الكرماني
2	إزهاق الباطل 		الحاج محمد كريم الكرماني
3	الشهاب الثاقب 		الحاج محمد كريم الكرماني
4	تقويم العوج 		الحاج محمد كريم الكرماني
5	رد الباب المرتاب 		الحاج محمد كريم الكرماني
6	رد بعض تأويلات البابية 		الحاج محمد كريم الكرماني
7	الشمس المضيئة 		الحاج محمد كريم الكرماني
8	الصاعقة 	الحاج زين العابدين الكرماني
9	صواعق البرهان 		الحاج زين العابدين الكرماني
10	معراج السعادة 		الحاج زين العابدين الكرماني 
وقد ذكر الباحث محمد حسن آل الطالقاني في رسالته «الشيخية نشأتها وتطورها» محاولات الميرزا علي محمد الباب في كسب الشيخية إلى جانبه خصوصا الحاج محمد كريم الكرماني وفشل تلك المحاولات وقال: اجمع شيخية كرمان وكربلاء وغيرهم ممن كان في أطراف أخرى على مقاومة الباب والقضاء عليه فكان لهم ما أرادوا وقتل في عام 1265 هـ – 1849 م.
وقال أيضا: كان موقف الخان – أي الحاج محمد كريم الكرماني – من دعوة الباب والبابية مشرّفا لحد كبير فقد وقف في وجهه وأدلّ في رده وحاضر وخطب في نقده وكشف زيفه واستخدم ثراءه الفاحش وسلطانه الواسع وقابليته العلمية وأقرباءه وأتباعه الكثيرين وغير ذلك من دعائم المقدرة لمقاومته وفضح أكاذيبه، وتعرض له بالنقد والرد والسخرية والهتك في اثني عشر كتابا من مؤلفاته وبعضها خاص فيه، ويقول عباس افندي الملقب بـ «عبد البهاء» أحد زعماء البابية البهائية: لو أطاع الحاج محمد كريم خان أمر الباب لصارت إيران كلها بابية.
واما نسبة بعض الباحثين الميرزا علي محمد الباب إلى المدرسة الشيخية فينفيه ما ذكر في الحقيقة الأولى مضافا إلى الجواب الذي يذكره علماء الشيخية في رد هذا الإيراد وهو: ان كان قد حضر الميرزا علي محمد الذي لقب نفسه بالباب درس السيد كاظم الرشتي أياما قلائل في كربلاء فلا يؤاخذ الأستاذ بجنون تلميذه ولا تلصق بدعته به كما لا تلصق بدع من ضل من المسلمين بالنبي ﷺ أو بدع من ضل من أصحاب الأئمة بالأئمة، مع العلم أن السيد كاظم الرشتي كان يُدّرس درسا عاما في أروقة وصحن الحضرة الحسينية المقدسة ويمكن لأي داخل لها ان يجلس ويستمع بغض النظر عن جهة تقليده ومدى معرفة السيد به وقربه منه، ولو فرضنا ان بعض المنافقين ممن تظاهر انه شيخي، أو ان بعض تلامذة السيد كاظم الرشتي القاصرين مالوا إلى الباب وصاروا بابية فلا يجوز نسبة ذلك إلى عموم الشيخية وإلى مراجعهم وعلمائهم، علما بأن الكثير من غير الشيخية مالوا إلى هذا المرتاب واتبعوا أتباعه وقالوا بمقالتهم وقد سجل لنا التاريخ كثيرا من أسمائهم، لكن نرى الباحثين لا يعيبونهم ولا يذكرون أسماءهم ولا يعيبون على علمائهم كما عابوا على الشيخية ووصموهم بهذا العيب إجحافا بلا سند أو دليل.

#### المدرسة الاصولية والمدرسة الإخبارية
ان القواعد والمصادر العلمية التي تستند إليها المدارس الثلاث الاصولية والإخبارية والشيخية واحدة وهي القرآن وأحاديث النبي ﷺ وأخبار الأئمة الإثني عشر، كما أن غايتهم وهدفهم واحد وهو الوصول إلى الحكم الشرعي الذي -لا يقبل الخطأ- للمسائل المختلفة وخصوصا المستحدثة منها، فمن هنا نستطيع أن نحكم بجزم ويقين انه لا فرق بين المدارس الثلاث الا في الطرق الواصلة بين تلك القواعد الواحدة وبين ذلك الهدف الواحد، ولنستعرض هنا نصا جامعا من نصوص علماء الشيخية في هذا المضمون:
قال الحاج محمد كريم الكرماني: من البين انه ليس مبنى طريقة الإخباريين والاصوليين على مذهبين متباينين ممتازين في الاصول بحيث أن يلزم الإنسان ان يكون اما على طريقة هؤلاء أو على طريقة هؤلاء، وإذا اختار طريقة يلزمه ان يجانب ما يقوله أهل الطريقة الأخرى بالكلية، فان كلتا الطائفتين إلههم واحد ونبيهم ﷺ واحد وأئمتهم اناس مخصوصون، كل منهما يريدون اتباع هؤلاء يشاركون في اصول المذهب، وكل منهما يريد اتباع آثار محمدﷺ وأهل بيته الطاهرين غاية الأمر، انه قد اشتبه بعض الامور النظرية على بعضهم والاشتباه والخطأ والنسيان بين كلا الفريقين مقسوم، وليس ان يكون إحدى الطائفتين معصومة عن الخطأ والزلل وإحداهما خاطئة بل يجوز السهو والنسيان والخطأ والاشتباه على كلتيهما البتة، ولذلك ترى علماءنا الإخباريين يخالف بعضهم بعضا في اصول تفقههم وفروعه، وليس ان يكون كل مسالة قالها اصولي تركها إخباري ولا العكس بل هو على حسب الأنظار، فكل من راجع الأخبار ونظر إليها بعين الاعتبار فهم منها شيئا وعمل به، وإنا والله نعلم أن علماءنا الاصوليين لم يتعمدوا الخلاف على آل محمد وان اشتبه عليهم بعض الامور، كما أن علماءنا الإخباريين لم يتعمدوا الخلاف على آل محمد وان اشتبه عليهم بعض الأمور، والواجب على هذه العصابة ة اقتفاء آثار آل محمد كائنا ما كان بالغا ما بلغ، ثم ان اشتبه عليهم الأمر في بعض الموارد فالله أولى بالعفو ونسأله ان يعفو عنا وعنهم بكرمه وفضله، وكل من إخباريينا واصوليينا مشاركون في الخطأ راجون العفو من الله سبحانه.
ثم لاشك ان مسائل الدين ليست ببديهية يعرفها كل أحد في بادئ نظره فهي نظرية تحتاج إلى النظر والفكر والاستدلال عليها وإنما يستدل عليها بالكتاب والسنة وهما عربيان، فلابد من معرفتهما ولا يعرفان الا بعلم العربية سواء كان بتعلم الكتب النحوية أو بمعاشرة العرب، وفيهما ألفاظ لابد وان يبحث الإنسان عنها ويفحص حتى يعلم، وفيها أمر ونهي وعام وخاص وناسخ ومنسوخ وبيانات لا تعرف إلا بعلم الكلام، فهذه الجملة هي علم الاصول الذي يحتاج إليه الإخباري والاصولي، وقد ألف هذه الجملة علماؤنا المتقدمون في كتاب وسموها اصولا، ولاشك ان الفقه لا يعرف إلا بعلم الاصول، غاية الأمر انه قد غاص في بحار هذه الجملة جميع علمائنا وكل واحد منهم اخرج شيئا، وهم بين مخطئ ومصيب سواء سموا أنفسهم إخباريين أو اصوليين فلا يحتاج إلى قدح قوم خاص وتصلب لقوم خاص، كلهم اصوليون لابد في تفقههم من علم الاصول وكلهم إخباريون يراجعون الأخبار، وان ظن الإخباري ان الاصولي لا يراجع الأخبار فقد أساء، وان ظن الاصولي ان الإخباري ليس له اصول فقد أساء، وان ادعى طائفة منهم انه لم يخطئ في مسألة فقد ادعى بما ليس فيه، ونرى الإخباري يرد على الإخباري ويخطئه فما ظنك بالمخطئ مخطئ ام مصيب.
واني بعد الإمعان من النظر لم أجد فرقا بين الإخباري والاصولي إذ رأيت بعض هؤلاء يقول بمسائل هؤلاء أحيانا وبعض هؤلاء يقول بمسائل هؤلاء أحيانا.
وأما الإشارة إلى اختلاف الطرق التي سلكها علماء المدارس الثلاث فمثلا ان علماء الاصوليين في علم اصول الفقه جوزوا العمل بالأدلة الظنية، بينما علماء الشيخية يحرمون العمل بها، ولا اختلاف في أصل المسألة بين المدرستين ان العمل بالظن حرام بأدلة الكتاب والسنة، إلا أن الاصوليين يقولون نعمل بالظن من باب الضرورة لان باب العلم انسد علينا بعد غيبة الإمام الثاني عشر، وهم في كلامهم صادقون - على حد تعبير علماء الشيخية - فان الطريق الذي ذهبوا منه لطلب العلم لا يحصل منه إلا الظن، ولكن علماء الشيخية استطاعوا ان يسلكوا طريقا أداهم إلى حصول العلم واليقين كما أثبتوه في كتبهم الاصولية التي ذكر بعض أسمائها آنفا.
قال الحاج عبد الرضا الإبراهيمي: لكن مشائخنا أعلى الله مقامهم دلونا على طريق حصول العلم، والأبحاث التي ذكروها في هذا الباب أبحاث اخوية وهي من باب دلالة الطريق لحصول العلم واليقين لا شيء آخر، وإلا فان كلا الطرفين في طلب الحق وكلاهما معتقدان ان الحق في كتاب الله وكلمات الأئمة الأطهار وكلاهما ذهبوا إليه ويذهبون، وإذا حصل خطأ في طريق طلب الحق لا يبعث نعوذ بالله على الخروج من الإيمان ".

### المبحث الخامس: الإيرادات والاعتراضات على الشيخية
ان النظريات والطروحات العلمية المبتكرة التي اثبتها علماء المدرسة الشيخية في كتبهم بأدلة الكتاب والسنة، والمكانة التي تسنموها دينيا واجتماعيا جعلتهم هدفا لأقلام الباحثين المنصفين وغير المنصفين، وعلى العموم سوف نستعرض في هذا المبحث نصوصا لهم في بيان بعض المسائل العلمية التي جعلها بعض الباحثين محور ايراداته واعتراضاته عليهم اعتقادا منا ان معرفة حقيقة المسألة يغني طالبها عن ذكر الإيراد ورده:

#### الأول: كيفية المعاد
قال الشيخ احمد الأحسائي في كتابه «شرح الزيارة الجامعة» تحت فقرة وأجسادكم في الأجساد:
الجسد لغة هو الجسم أو اخص منه، وفي القاموس: محركة جسم الإنسان والجن والملائكة والزعفران وعجل بني إسرائيل والدم اليابس هـ، ) وفي مجمع البحرين: قوله تعالى «عجلا جسدا» أي ذا جسد أي صورة لا حراك فيها إنما هو جسد فقط، أو جسدا بدنا ذا لحم ودم، ثم قال والجسد من الإنسان بدنه وجثته والجمع أجساد، وفي كتاب الخليل لا يقال لغير الإنسان من خلق الأرض جسد وكل خلق لا يأكل ولا يشرب نحو الملائكة والجن فهو جسد، وعن صاحب البارع لا يقال الجسد إلا للحيوان العاقل وهو الإنسان والملائكة والجن ولا يقال لغيره جسد انتهى. وقال في القاموس: الجسم جماعة البدن أو الأعضاء من الناس وسائر الأنواع العظيمة الخلق كالجُسمان بالضم الجمع أجسام وجسوم.الفيروز ابادي (القاموس المحيط) (مادة جسم) وفي مجمع البحرين: تكرر في الحديث ذكر الجسم، قيل هو كل شخص مدرك، وفي كتاب الخليل نقلا عنه الجسم البدن وأعضاؤه من الناس والدواب ونحو ذلك مما عظم من الخلق، وعن ابي زيد الجسم الجسد وكذلك الجسمان والجثمان وقد مر الفرق بينهما في كلام الأصمعي في «جثم»، والجسم في عرف المتكلمين هو الطويل العريض العميق فهو ما يقبل القسمة في الأبعاد الثلاثة انتهى. وكلام الأصمعي الذي أشار إليه هو: الجثمان الشخص والجسمان الجسم هـ.
إلى أن قال: اعلم وفقك الله ان الإنسان له جسدان وجسمان: فأما الجسد الأول فهو ما تالف من العناصر الزمانية وهذا الجسد كالثوب يلبسه الإنسان ويخلعه ولا لذة له ولا الم ولا طاعة ولا معصية، ألا ترى ان زيدا يمرض ويذهب جميع لحمه حتى لا يكاد يوجد فيه رطل لحم وزيد لم يتغير، وأنت تعلم قطعا ببديهتك ان هذا زيد العاصي ولم تذهب من معاصيه واحدة، ولو كان ما ذهب منه أو له مدخل في المعصية لذهب أكثر معاصيه بذهاب محلها ومصدرها، وهذا مثلا زيد المطيع لم تذهب من طاعاته شيء إذ لا ربط لها بالذاهب بوجه من الوجوه لا وجه علّيّة ولا وجه مصدرية ولا تعلق، ولو كان الذاهب من زيد لذهب بما يخصه من خير وشر، وكذا لو عفن وسمن بعد ذلك هو زيد بلا زيادة في زيد بالسمن ولا نقصان فيه بالضعف لا في ذات ولا في صفات ولا في طاعة ولا في معصية.
إلى أن قال: وأما الجسد الثاني فهو الجسد الباقي وهو الطينة التي خلق منها ويبقى في قبره إذا أكلت الأرض الجسد العنصري وتفرق كل جزء منه ولحق بأصله، فالنارية تلحق بالنار والهوائية تلحق بالهواء والمائية تلحق بالماء والترابية تلحق بالتراب، يبقى مستديرا كما قال الصادق.
إلى أن قال: وهذا الجسد هو الإنسان الذي لا يزيد ولا ينقص يبقى في قبره بعد زوال الجسد العنصري عنه الذي هو الكثافة والأعراض، فإذا زالت الأعراض عنه المسماة بالجسد العنصري لم تره الأبصار الحسية، ولهذا إذا كان رميما وعدم لم يوجد شيء حتى قال بعضهم انه يعدم وليس كذلك وإنما هو في قبره إلا انه لم تره أبصار أهل الدنيا لما فيها من الكثافة فلا ترى إلا ما هو من نوعها، ولهذا مثل به الصادق صلوات الله عليه بأنه مثل سحالة الذهب في دكان الصائغ، يعني ان سحالة الذهب في دكان الصائغ لم ترها الأبصار فإذا غسل التراب بالماء وصفاه استخرجها، كذلك هذا الجسد يبقى في قبره هكذا، فإذا أراد الله سبحانه بعث الخلائق أمطر على كل الأرض ماء من بحر تحت العرش ابرد من الثلج ورائحته كرائحة المني يقال له «ص» وهو المذكور في القران، فيكون وجه الأرض بحرا واحدا فيتموج بالرياح وتتصفى الأجزاء، كل شخص تجتمع أجزاء جسده في قبره مستديرة أي على هيئة بنيته في الدنيا، أجزاء الرأس تتصل بها أجزاء الرقبة ثم تتصل أجزاء الرقبة بأجزاء الصدر والصدر بالبطن وهكذا، وتمازجها أجزاء من تلك الأرض فينموا في قبره كما تنمو الكمأة في نبتها، فإذا نفخ اسرافيل في الصور تطايرت الأرواح كل روح إلى قبر جسدها فتدخل فيه فتنشق الأرض عنه كما تنشق عن الكمأة فاذا هم قيام ينظرون.
ولا يخفى ان كيفية المعاد مسألة علمية بحتة لها مقدماتها وادلتها وتحليلاتها واستنتاجاتها ولا تبحث الا بين العلماء وطلبة العلم في المدارس والمحافل العلمية، واما العوام فيكفيهم ان يعتقدوا بالمعاد الجسماني اجمالا وهو ما افتى به وحكم بوجوبه جميع علماء الشيعة الامامية ومنهم علماء المدرسة الشيخية في كتبهم الاعتقادية.
وفي هذا الصدد هناك بحث علمي للسيد علي الموسوي في كتابه «البراهين القطعية» نقتبس منه هذا المقطع: الأمر المجمع عليه بين الشيعة ونادت به ضرورتهم ان المعاد جسماني ويحشر الناس بأجسامهم في يوم القيامة والأرواح تعود إلى ابدانها عند الحشر، ولكنهم اختلفوا في كيفية العود وهل ان بدن الإنسان الذي يعود هذه الفواضل والأعراض المتغيرة المتبدلة، فان للإنسان فواضل وأعراضا كثيرة وهو في تبدل مستمر وتغير دائم من أول ولادته إلى آخر حياته، حتى انه نسب إلى العالم الفسيولوجي «مولنت» بانه قال مدة بقاء الأجزاء ثلاثون يوما ثم تفنى جميعا. فما الذي يعود من اعراضه وفواضله ؟ وان قلت بعود بعض دون بعض لزم الترجيح من غير مرجح، وان قلت بعودة جميعها فمثلا يؤتى بكل ظفر تحلل وبكل عصب تفسخ وبكل شعرة تحللت من أول العمر إلى آخره وهكذا تلصق الفواضل بالفواضل وتوصل الأعراض بالأعراض فيؤتى بإنسان كبير عظيم طويل عريض في يوم القيامة ويقوم للحساب بهذه الكيفية فذلك خرافة لا يتقبلها عقل ولانقل ولا تليق الا بسلة المهملات، وان قلت بعودة اجزاء أخرى واعراض أخرى فيركب مثلا بدن جديد لزم من ذلك الجبر وهو خلاف العدل إذ ما ذنب هذا الذي لم يذنب اتي به وسلّط عليه النار ووجّه اليه العقاب ؟ والعاقل لابد وان يتكلم بالمعقول الذي تقبله العقول المستقيمة ولا يتجاوز ما نطقت به الأخبار عن الأئمة الاطهار فانه الميزان القويم في ذلك.

#### الثاني: كيفية معراج النبيﷺ
1- قال الشيخ احمد الأحسائي في «شرح الزيارة الجامعة»: صعد النبي ﷺ ليلة المعراج بجسمه الشريف مع ما فيه من البشرية الكثيفة وبثيابه التي عليه ولم يمنعه ذلك عن اختراق السماوات والحجب حجب الأنوار.
2- قال في رسالة الملا كاظم السمناني: اعلم أن نبينا ﷺ عرج بجسمه إلى ماشاء الله فلم يبق ذرة في الوجود المقيد الا اوقفه الله عليه بجسمه ومثاله ونفسه وعقله وغير ذلك.
3- قال السيد كاظم الرشتي في جواب الشيخ علي بن قرين: ان رسول الله ﷺ إنما عرج بهذا الجسم الدنيوي الذي كان مع الناس بل بثيابه ولباسه ونعله، صعد إلى السماء وخرق الحجب والسرادقات ووصل إلى العرش وصعد إلى مقام قاب قوسين.... هذا مذهب شيخي واستاذي ومذهبي به القى الله يوم القيامة. وكذلك ذكره في كتاب «دليل المتحيرين» وكتاب «الحجة البالغة».
4- وقال في كتاب كشف الحق: ان مسالة المعراج الجسماني لنبينا (ص) مما لا ينكرها إلا الملحدون ولا يجحدها إلا المعاندون وهي من أركان الدين المعروف بين المسلمين ومنكرها كافر على اليقين ومخلد في النار ابد الآبدين، وممن أصر على وقوع العروج الجسماني الجسداني حتى بثيابه (ص) ونعله (ص) ورد على المنكرين وأبطل شبه المخالفين وأوضح وكشف عن حقيقة الواقع وشرح وأجاب عن جميع الشبهات وزيف أدلة أصحاب الجهالات واثبت عروج الجسد الجسمي في جميع الحالات مولانا واستادنا وسنادنا ومعتمدنا أعلى الله مقامه ورفع في الخلق أعلامه.
5- قال الحاج محمد كريم الكرماني في «الفطرة السليمة»: قد قام الإجماع الضروري من المسلمين ان النبي ﷺ عرج بجسمه الشريف إلى المعراج ولم يكن معراجه روحانيا، ومنكر ذلك ملحد وعن الدين خارج.
وجدير بالذكر هنا ان كيفية المعراج من المسائل المختلف فيها بين علماء المسلمين، وقد أجمل تلك الاختلافات السيد علي الموسوي في كتابه «البراهين القطعية» بقوله: وهذه المسألة كسابقتها - يعني مسألة المعاد- قد اختلفت الأقوال فيها بين المسلمين فمنهم من انكر المعراج بالكلية مثل الخوارج، ومنهم من قال ان عروجه كان في النوم وان بدنه كان في مضجعه كما هو المروي عن محمد بن جرير الطبري عن حذيفة وهذه الرواية عن عائشة، ومنهم من قال بالعروج الروحاني كالجهمية، ومنهم من أوّل الأخبار التي ورد فيها انه راى الجنة والمنعمين فيها والنار والمعذبين فيها فقد حملها على أنه رأى صفتهم أو أسماءهم ك الطبرسي، وبعضهم استشكل مشاهدة النبي للانبياء في السماء وحمل المجلسي ذلك على تعلق ارواحهم بابدان مثالية فرآها النبي، وقال بعضهم بانه عرج بروحه وبدنه ولكن إلى بيت المقدس كما هو المنقول عن الزيدية والمعتزلة، وبعضهم قال انه عرج بروحه وبدنه إلى السماء كما هو مروي عن ابن عباس وابن مسعود وجابر وحذيفة وانس وعائشة وام هاني، فالمسألة مختلف فيها إلا أن الشيعة الامامية اجمعوا على أن المعراج جسماني وانه (ص) عرج بجسمه الشريف ولباسه ونعليه وهذا هو عين اعتقاد مشائخنا أعلى الله مقامهم، ولكن الكيفية مختلف فيها.

#### الثالث: الحلولية
قال الشيخ احمد الأحسائي في كتابه «حياة النفس» الذي كتبه في اصول العقائد: ويجب أن يعتقد أنه سبحانه لا يحل في شيء ولا يتحد بغيره اما انه سبحانه لا يحل في شيء فلأن الحلول عبارة عن قيام موجود بموجود آخر على سبيل التبعية كقيام الأعراض بالأجسام أو على سبيل الظهور كقيام الأرواح بالأجسام فلو فرض انه حال بشيء لكان محتاجا اليه ومتقوما به فيكون حادثا.

#### الرابع: التفويض
قال الشيخ احمد الأحسائي في كتابه «شرح الزيارة الجامعة»: الحق الأولى بالقبول هو ان جميع الأشياء لا يستغني عن مدد الله في وجودها وبقائها وفي جميع أحوالها فاعلة أو مفعولة ذاتا أو صفة جوهرا أو عرضا، فلا يكون شيء الا بالله ولا يُحدث شيء شيئا الا بالله، ومع هذا كله فالعباد مستقلون بافعالهم لم يفعلوها مع الله ولا يستغنون في شيء من افعالهم عنه تعالى فلم يفعلوا شيئا بدون الله، لا فرق في شيء من هذا كله بين محمد وآله ﷺ ولا بين غيرهم.....فان فهمت جميع هذه الأشياء فقد كنت على الحق فلا تكون غاليا إذ لا ترى لاحد فعلا بدون الله، ولا مشركا إذ لاترى انهم فاعلون مع الله، ولا كافرا كذلك إذ لاترى انهم فاعلون بدون الله، ولا مفوضا إذ لا ترى انهم بنعم الله فاعلون على الاستقلال كما يفعل الوكيل عن موكله.
وقال السيد علي الموسوي في البراهين القطعية: ان آل محمد لا يفعلون فعلا بالاستقلال عن الله ابدا وانما كل فعلهم بالله سبحانه وانهم غير منقطعين عن الله لذلك ورد في الاية الشريفة «ولو تقول علينا بعض الاقاويل لاخذنا منه باليمين ثم لقطعنا منه الوتين».

#### الخامس: الغلو
الغلو معناه التجاوز عن الحد، والغلاة هم الذين يقولون في أهل البيت ما لا يلتزم أهل البيت بثبوت تلك المرتبة لهم كمن يدعي فيهم النبوة أو الربوبية، وإذا ثبت الغلو لشخص يترتب عليه اثار في الشريعة الإسلامية من الخروج منها والدخول في ملة الكفر، ويحدثنا التاريخ ان كثيرا من الرجال المؤمنين راحوا ضحية اتهامهم بالغلو وانظر إلى هذا النص من كتاب «مقباس الهداية» للشيخ عبد الله الممقاني: اعلم أنه قد كثر رمي رجال بالغلو وليسوا حقيقة من الغلاة كرمي القدماء من القميين وابن الغضائري بعض الأشخاص بالغلو بمجرد مخالفتهم لهم بالاعتقاد حتى عدوا نفي السهو عن الأئمة غلوا، فاذا كان كذلك فينبغي التامل كثيرا والاجتهاد وعدم المبادرة إلى القدح بمجرد رمي علماء الرجال من دون ظهور الحال.
لقد رمى بعض الباحثين الشيخية بالغلو، ولكن النصوص التالية تبين حقيقة الامر:
1- قال السيد علي الموسوي: في الحقيقة ان من المستحيل عقلا ان يكون الحادث قديما، والله قديم ومحمد وآل محمد عباد مخلوقون لايملكون لانفسهم نفعا ولا ضرا ولا حياة ولا نشورا وتصور ذلك مستحيل لان تصورالمستحيل مستحيل.
2- قال الحاج عبد الرضا الإبراهيمي: القول ان محمدا وآل محمد شركاء الله ووكلاؤه، أو ان امر الخلق والرزق والموت والحياة مفوض إليهم وأمثال هذه الكلمات كفر البتة فمن قال بذلك فهو مغال، ومشائخنا يعتقدون في الأئمة الأطهار في كل مكان بانهم عباد لله ويعتقدون أن قدرتهم بقدرة الله وان علمهم بتعليم الله وفضيلتهم بعطاء الله.
3- قال الحاج أبو القاسم الإبراهيمي: يقولون انتم تغلون في أمير المؤمنين والائمة الاطهار صلوات الله عليهم ونحن نعلم والحمد لله اننا لسنا بغلاة، وأولئك المساكين لا يعرفون معنى الغلو، ونحن لم نخرجهم من حد العبودية ولم نقل انهم ارباب نعوذ بالله من دون الله، غاية ما هناك انا قلنا فيهم والحمد لله ما هو اجماعي الشيعة وبعض أهل التسنن من أن محمدا وآله أول ما خلق الله والقرآن والأخبار المتواترة تشهد لهم بذلك.
4- قال الحاج محمد كريم الكرماني في ما يجب الاعتقاد به من امر الأئمة: ويجب أن يعتقد انهم عباد مكرمون لا يسبقون الله بالقول وهم بامره يعملون.... ويجب أن يعتقد انهم ليسوا بارباب ولا انبياء ثم لهم كل فضيلة يمكن في رتبة الحدوث.
5- قال السيد كاظم الرشتي في بيان اعتقاده بالأئمة: انهم حجج الله على الخلق وان الله لم يفوض إليهم امر خلقه بل هم «عباد مكرمون. لا يسبقونه بالقول وهم بامره يعملون. يعلم مابين ايديهم وما خلفهم ولا يشفعون الا لمن ارتضى وهم من خشيته مشفقون. ومن يقل منهم اني اله من دونه فذلك نجزيه جهنم كذلك نجزي الظالمين»، وكل من ادعى فيهم غلوّا بمعنى انه يدعي فيهم الاستقلال أو الشركة مع الله أو تفويض الامور إليهم باعتزال الله أو يعتقد انهم أفضل من رسول الله ﷺ أو يساوون في جميع المزايا والأحوال فذلك هو الغلو والارتفاع الذي معتقده كافر بالله.

#### السادس: الركن الرابع
ان الأمر الضروري في اصول الدين هو الاعتقاد بها والعمل على مقتضاها باي نحو كان، وان عد اصول الدين بالشكل الخماسي المشهور «التوحيد والعدل والنبوة والإمامة والمعاد يوم القيامة» وان كان صحيحا في جميع معانيه، لكن لم يرد بخصوص هذا التعداد نص عن الأئمة المعصومين ولذلك اختلف علماء الشيعة على مر العصور والازمان في تعداد اصول الدين لا في معانيها، فمنهم من عدها ثلاثة مثل المحقق نصير الدين الطوسي في كتابه «قواعد العقائد» والعلامة الحلي في كتابه «كشف الفوائد» والشهيد الثاني في كتابه «حقائق الايمان»، ومن علماء الشيعة من عد اصول الدين أربعة مثل الشيخ المقداد بن عبد الله السيوري الحلي في كتابه «الأنوار الجلالية» ومنهم علماء الشيخية حيث وجدوا نصوصا متعددة تعالج موضوع اصول الدين وقد ذكروها في جل كتبهم الاعتقادية مثل «فصل الخطاب» و«الكتاب المبين» و«الفطرة السليمة» و«الزام النواصب» و«ينابيع الحكمة» وغيرها، ومن تلك النصوص التي ذكروها على سبيل المثال لا الحصر:
1- ما في كتاب «الاحتجاج» في احتجاج أمير المؤمنين على الطبيب اليوناني حين قال الطبيب له: اشهد انك من خاصة الله صادق في جميع اقاويلك عن الله فامرني بما تشاء أطعك، قال علي آمرك ان تقر لله بالوحدانية وتشهد له بالجود والحكمة وتنزهه عن العبث والفساد وعن ظلم الإماء والعباد، وتشهد ان محمدا الذي أنا وصيه سيد الانام وأفضل رتبة في دار السلام، وتشهد ان عليا الذي اراك ما اراك واولاك من النعم ما اولاك خير خلق الله بعد محمد رسول الله واحق خلق الله بمقام محمد ﷺ بعده وبالقيام بشرايعه وأحكامه، وتشهد ان اولياءه اولياء الله واعداءه اعداء الله.
2- قال الإمام الصادق: الحمد لله صارت فرقة مرجئة وصارت فرقة حرورية وصارت فرقة قدرية وسميتم الترابية وشيعة علي، اما والله ما هو الا الله وحده لا شريك له ورسوله ﷺ وآل رسول الله وشيعة آل رسول الله ﷺ.
3- في حديث سؤال راهب اليمن للامام موسى الكاظم عن الحروف الأربعة التي نزلت من السماء إلى الأرض فقال الامام الكاظم: أما اولاهن فلا اله الا الله وحده لا شريك له باقيا، والثانية محمد رسول الله صلى الله عليه واله مخلصا، والثالثة نحن أهل البيت، والرابعة شيعتنا منا.
4- سئل الإمام الباقر: اخبرني بدينك الذي تدين الله عز وجل به أنت واهل بيتك لأدين الله عز وجل به، فأجابه الإمام الباقر: والله لأعطينك ديني ودين ابائي الذي ندين الله عز وجل به شهادة ان لا اله الا الله وان محمد رسول الله ﷺ والإقرار بما جاء به من عند الله والولاية لولينا والبراءة من عدونا والتسليم لامرنا وانتظار قائمنا والاجتهاد والورع.
5- قال الإمام الصادق: إنكم لا تكونون صالحين حتى تعرفوا ولا تعرفوا حتى تصدقوا ولا تصدقوا حتى تسلموا أبوابا أربعة لا يصلح اولها الا باخرها.
إلى غير ذلك من النصوص الأخرى المذكورة في الكتب المشار إليها سابقا، فاستنادا عليها قال علماء الشيخية ان اصول الدين أربعة:
الأول: معرفة الله سبحانه بجميع صفاته ومن جملة صفات الله العدل.
الثاني: الاعتقاد بالنبي ﷺ وبما جاء به من عند الله ومن جملة ما جاء به من عند الله المعاد.
الثالث: الاعتقاد بالأئمة الإثني عشر الذين اولهم أمير المؤمنين واخرهم القائم المنتظر.
الرابع: ولاية أولياء آل محمد والبراءة من اعدائهم.
ومع ذلك لم يُخطّئ علماء الشيخية القائلين بكون اصول الدين خمسة بل كان عندهم انه اصطلاح صحيح ولذا نرى ان الشيخ الأحسائي في كتابه «حياة النفس» الذي كتبه في اصول الدين بحثها وحققها على ما كان مشهورا من خماسيتها وعقد الكتاب على خمسة أبواب في معرفة الله والعدل والنبوة والإمامة والمعاد، وكذلك السيد كاظم الرشتي في كتابه المعروف باسم «عقائد السيد كاظم» لكنه ذكر في كتابه «الحجة البالغة» ان اركان الايمان أربعة وفصلها كما مر ذكره في أحاديث الأئمة المعصومين وعلى ذلك جرى بقية علماء الشيخية.
واما قصد علماء الشيخية من الركن الرابع مضافا لما تقدم فتوضحه النصوص التالية:
1- قال السيد كاظم الرشتي في كتاب «الحجة البالغة»: والركن الرابع الشيعة وهو المشار إليهم في أحاديث الأئمة وأخبارهم بـ «اوالي من والوا واعادي من عادوا واجانب من جانبوا».
2- قال الحاج محمد كريم الكرماني في كتابه «الفطرة السليمة»: اعلم أن حقيقة مرادنا على الجملة من الركن الرابع الاعتراف بان اولياء آل محمد هم أولياء الله ويجب ولايتهم واعداء آل محمد هم أعداء الله ويجب عداوتهم.
3- وقال في كتابه «الفصول الاربعة»: ان كان المقصود ان علماء الشيعة قاطبة سلفا كان أو خلفا هم الركن الرابع من الإيمان، يعني الركن الأول معرفة الله والركن الثاني معرفة النبوة والركن الثالث معرفة الأئمة سلام الله عليهم والركن الرابع معرفة علماء الشيعة للتقليد واخذ المسائل فليس لذلك اختصاص بي وبمشائخي، وجميع العلماء الركن الرابع من الايمان وهو اجماعي العلماء، لان الناس بعد الامام اما فقيه ومجتهد أو آخذ عنهم ومقلد، ومن لم يكن مجتهدا يجب عليه ان يعرف فقيها ويقلده، هذا ديني فليبلغ الشاهد الغائب.
4- وقال في كتابه «الفصول الثلاثين»: اعتقادنا ان الركن الرابع من الايمان هو العلماء واكابر الشيعة وهم في كل عصر متعددون.
5- وقال الحاج محمد الكرماني في كتابه «هداية المسترشد»: انّا لم نضع اسم الركن الرابع على شخص واحد وهذه كتبي وكتب مشائخي (ا ع) بلغت ألف كتاب وزيادة وقد ملأت بلاد العرب والعجم فانظروا فيها واخبروني في أي مقام قلنا ذلك، نعم قلنا ان ولاية الشيعة هي الركن الرابع من الايمان.
6- وقال في الرسالة الكازرونية: مرادنا من الركن الرابع رابع اركان الدين والمذهب وهو معرفة فقيه عالم عادل جائز الفتوى يروي لنا عن الإمام حديثه ويعرف أحكامه وينظر في حلاله وحرامه، ولا يخص برجل دون رجل بل كل من كان من الشيعة موصوفا بالعلم والفقه والعدالة فهو رابع الأركان، ولابد لكل من يدعي التشيع ولم يبلغ بنفسه درجة الاجتهاد ان يأخذ دينه عن الفقيه الراوي عن امامه كما قال الحجة: أما الحوادث الواقعة فارجعوا فيها إلى رواة حديثنا فانهم حجتي عليكم وانا حجة الله.
7- قال الحاج زين العابدين الكرماني في تتميم رسالة أيضاح الاشتباه: أليس انه يجب أن يكون الإنسان مقلدا أو مجتهدا ؟ وإذا كان مقلدا أليس انه يجب أن يعرف المجتهد فيواليه ويقلده ويأخذ عنه امور دينه ؟ وهذا والله بعينه هو غرضنا من الركن الرابع ولا نريد غير ذلك.
8- قال الحاج أبو القاسم الإبراهيمي في كتابه " الفلسفية: مقصود علمائنا وأساتيذنا من الركن الرابع الولاية والبراءة اللذين ذكرهما جميع علمائنا المتقدمين والمتأخرين واعتقدوا وجوبهما، وليس المقصود منه شخصا معينا بل المراد منه موالاة اولياء آل محمد عليهم السلام والبراءة من جميع اعدائهم.
9- وقال في كتابه «رحلة بغداد»: أُجمل القول ان الركن الرابع من الايمان ليس شخصا معينا أو علما لشخص معين وانما هو معنى وهو من الاصول الاعتقادية وهو ولاية اولياء آل محمد جميعا والبراءة من اعدائهم جميعا.
10- قال الحاج عبد الرضا الإبراهيمي في كتابه «سياسة المدن»: معنى الركن الرابع على سبيل الإجمال معرفة الشيعة وليس اسم شخص، وموضوع هذه المعرفة جميع الشيعة من العالي والداني والعالم والجاهل والصغير والكبير، ورجحان هذه المعرفة بتفاوت افراد الموضوع وأنواعه، فتتفاوت ما بين أدنى درجة أنواع الاستحباب إلى أعلى درجة أنواع الوجوب.
11- قال السيد علي الموسوي في كتابه «حقائق علمية وتاريخية»: ليس معنى الركن الرابع عند الشيخ واتباعه الا ولاية اولياء الأئمة الاطهار والبراءة من اعدائهم لاغير.

### المبحث السادس: الواقع الاجتماعي للشيخية
المعروف اجتماعيا عن الشيخية انهم جماعة مسالمة يتصفون بالصفات الطيبة ويتخلقون بالأخلاق الحسنة ويأتمرون بأوامر علمائهم ومراجعهم وينتهون بنواهيهم ويقتدون باتّباعهم، ويحبون وطنهم التزاما بقول النبي ﷺ «حب الوطن من الإيمان» الذي يرويه علماؤهم، ويتعاملون مع أبناء وطنهم معامله خالصة لا يشوبها رياء ولا سمعة، ويحبذون كل ما يؤلف بين المواطنين ويجمع شملهم، ويبغضون كل ما يؤدي إلى التفرقة بينهم وإلقاء البغضاء والشحناء في ربوعهم.
فقد شهد مسجدهم الكبير في البصرة على سبيل المثال بعد تغيير النظام في العراق حل أزمة طائفية عاتية كادت أن تعصف فتسبب حربا أهلية جنب الناس ويلاتها بفضل إمساك رجال الشيخية لدفة تلك الازمة في حينها وإدارتهم لها بتوازن ووطنية.
كما ولهم مواقف جريئة شجاعة يعرفها أهل البصرة جميعا في كبح جماح مجموعات حاولت فرض نفسها على الساحة البصرية بسلوك الطرق غير المشروعة كالخطف والقتل والسلب والابتزاز، في وقت ضعفت فيه سيطرة الحكومة وغاب القانون.
كما اثبتو للتاريخ انهم قبلا حموا البصرة ومنعوها لما قدموها من الأحساء مع عالمهم الشيخ حسين المزيدي بعد سنة 1216 هـ، أيام كانت تستباح في موسم الثمرة حيث يهجم عليها البدو والاعراب من البادية وينهبون ويقتلون ويفعلون ما يفعلون، مستغلين انهزام حرس الحكومة العثمانية من الباب الكبير (الدروازة) لان البصرة كانت مسوّرة في القديم، فجلس جموع الشيخية على باب السور الكبير ووضعوا لهم سيطرات متناوبة، فلما جاء الاعراب البدو واقتربوا اطلقوا عليهم النار وضربوهم ضربا شديدا بالأسلحة التي كانت عندهم، وحثهم كثيرا على القتال شيخهم الذي كان يرأسهم الشيخ علي المحمد أبو الشيخ فارس المعروف لدى البصريين، فانخذل البدو وكسرت شوكتهم وقتل منهم من قتل وانهزموا وكانت هذه الوقعة هي الخاتمة واستقرت البصرة بفضلهم.
والشيخية لا يخالفون الأنظمة والقوانين ولا يسوغ علماؤهم مخالفة الحكام والسلاطين في البلاد التي يعيشون فيها (على تفصيل سيأتي في المبحث القادم) ويحافظون قصارى جهدهم على إقامة الشعائر الدينية والأعمال الشرعية، ولهم مساجد وحسينيات كثيرة جدا جاوز عددها في مدينة البصرة فقط مائة حسينية فضلا عن الأماكن الأخرى، يقيمون فيها مجالس عزاء الإمام الحسين في كل ليلة غالبا على مدار السنة، وتتميز مساجدهم وحسينياتهم سيما المشيد حديثا منها بجمال التصميم وحسن الترتيب والنظافة، كما تتميز مجالسهم بالنظام والهدوء.
ان أوضح دليل على هذا الكلام موكبهم الكبير «موكب بني عامر» إبان زيارة أربعينية الإمام الحسين في كربلاء، والذي ينقل عزاءه العديد من القنوات الفضائية مباشرا أو تسجيلا.
وللشيخية في البصرة قصبات السبق في تنفيذ وإدارة العديد من المشاريع الاقتصادية المتطورة نستطيع القول انهم وصولوا من خلالها إلى مرحلة التكامل الاقتصادي، وعموما هم يحبون مزاولة الأعمال ويكرهون البطالة والكسل، لذلك لا تجد منهم عاطلا عن العمل إلا قليلا ممن عجز عنه أو تقاعد عن الوظيفة لكبر أو مرض كما يتميزون بالإخلاص والأمانة في أعمالهم مما بنى لهم علاقات طيبة مع كافة اطياف مجتمعهم.

### الخاتمة
في الوقت الذي نرجو ان تكون هذه الدراسة المتواضعة قد أوصلت إلى ذهن القارئ النبيه حقيقة غير مشوّهة عن الشيخية وعلمائهم ومعتقداتهم، والمقارنة بين مدرستهم الفكرية العلمية والمدارس الأخرى التي برزت على الساحة الإسلامية كالمدرسة الصوفية ومدرسة الملا صدرا والبابية والإخبارية والاصولية، وعن ابحاثهم وبياناتهم في مسائل علمية جعلها بعض الباحثين محورا للإيراد عليهم، وعن واقعهم الاجتماعي والسياسي....
نقول ان النصوص التي ذكرت ضمن هذه الدراسة المقتبسة من مؤلفات علماء الشيخية وسائر علماء المذهب الشيعي الإثني عشري، مضافا إلى ما يشاهد من الواقعين الديني والاجتماعي في مرحلة العمل والتطبيق لا في مرحلة العلم والتنظير فحسب من سيرة علماء الشيخية وأتباعهم في الأماكن التي يتواجدون فيها، وما يلاحظ من المستويات التي بلغوها في تلك المراحل والتي لا يمكن لها ان ترقى هكذا الا إذا كانت مشيدة على أساس محكم، كل ذلك أوصلنا إلى استنتاج حقائق كونت لدينا قناعات معينة لم نذكرها لاننا لا نريد ان نفرضها على أحد، فكل إنسان حر في قناعاته.
فمن اقتنع بهذه الدراسة من طلاب الحقيقة نستطيع أن نطمئنه جازمين انه اقتنع بنتيجة هي الثمرة الطبيعية لاعتماد منهجية صحيحة في البحث والتحقيق، فالذي يريد معرفة قوم وحقيقة عقائدهم يتوجب عليه الذهاب إليهم والسؤال منهم وقراءة كتبهم ومؤلفاتهم وفهم تحقيقاتهم وتحليلها بصورة صحيحة للوصول إلى نتائج سليمة ليست بمتناقضة ولا متضاربة.
ومن لم يقتنع بها منهم فلا بأس ان يبحث عنها بنفسه، وما أجمل به ان يسلك الطريق الصحيح في طلبها، فلا يقلد من تقدمه تقليد أعمى، فعسى ان ينجاب السحاب وترسل الحقيقة اشعتها فانها من جميع جهاتها وضاءة نيرة.

## الوضع الاجتماعي والسياسي للشيخية

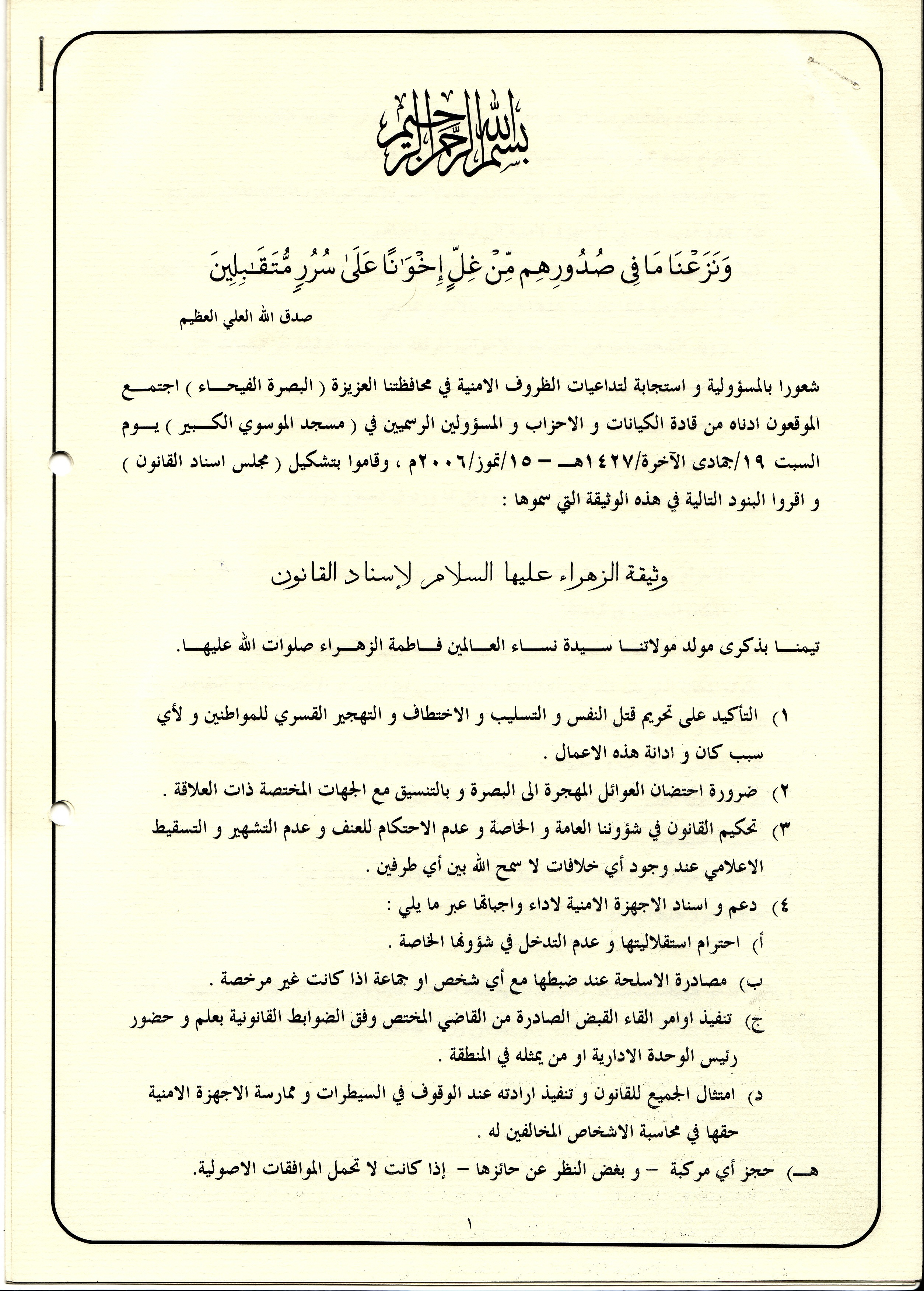
الصفحة الأولى من وثيقة الزهراء.
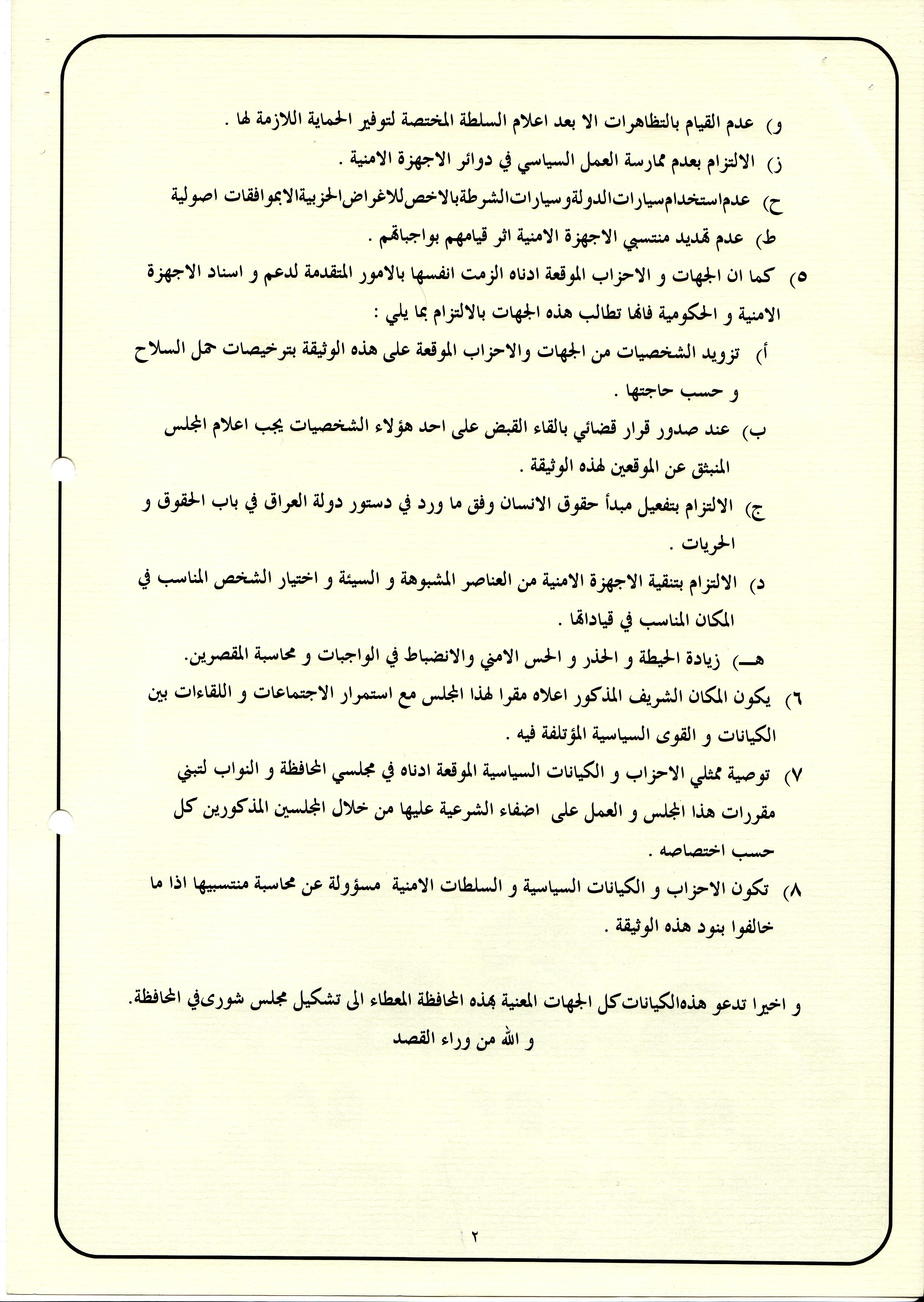
الصفحة الثانية من وثيقة الزهراء.
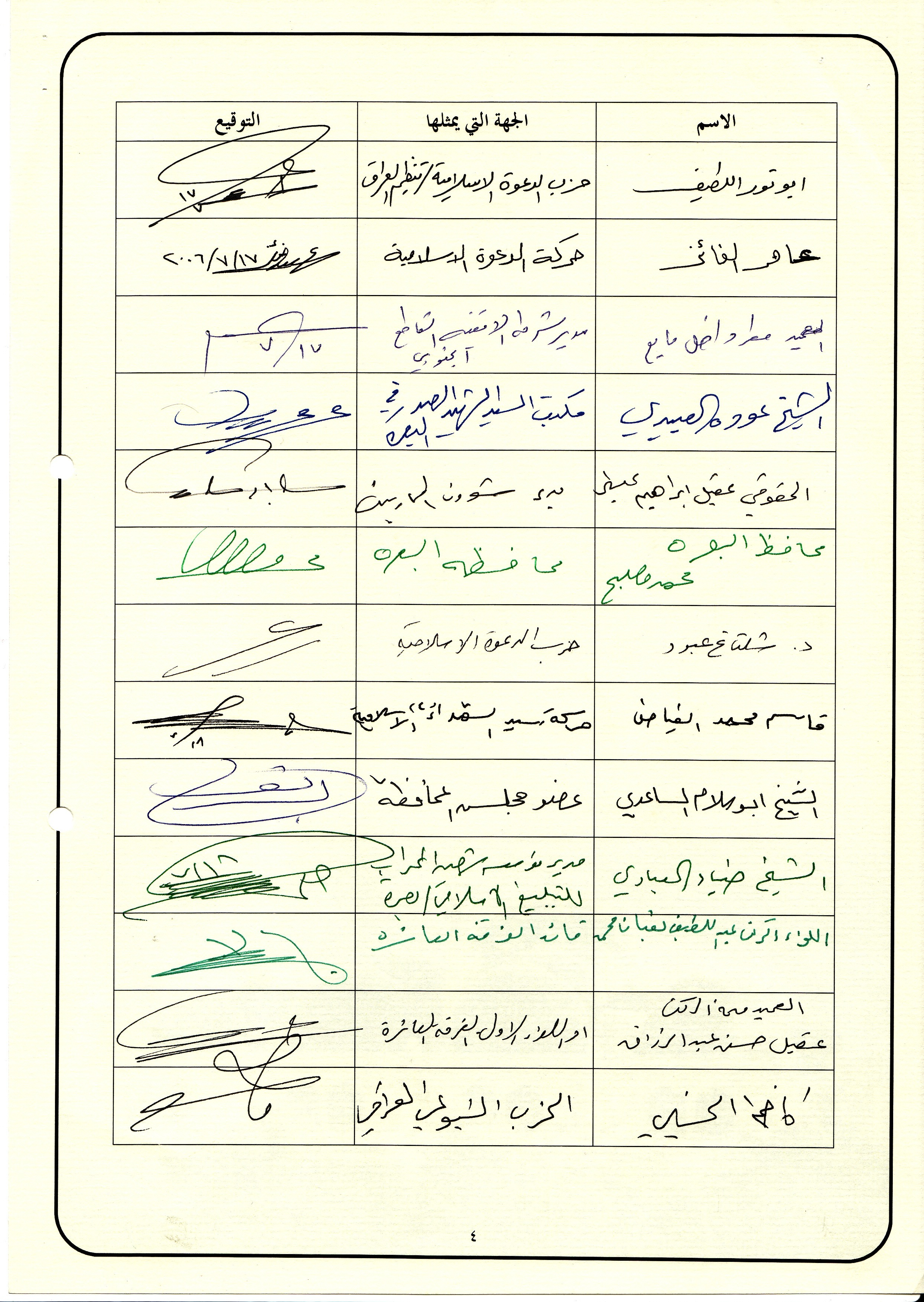
الصفحة الثالثة من وثيقة الزهراء.
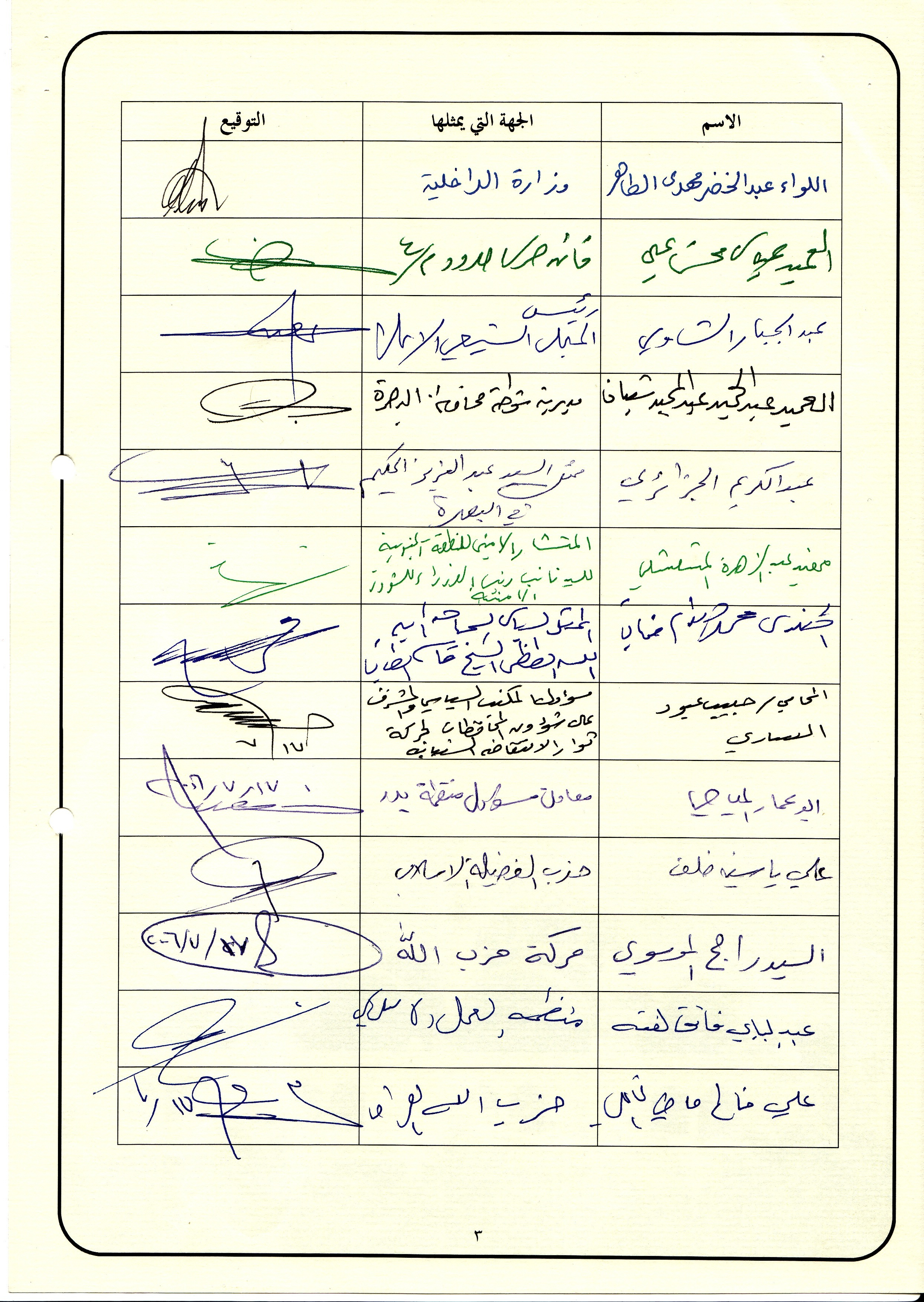
الصفحة الرابعة من وثيقة الزهراء.
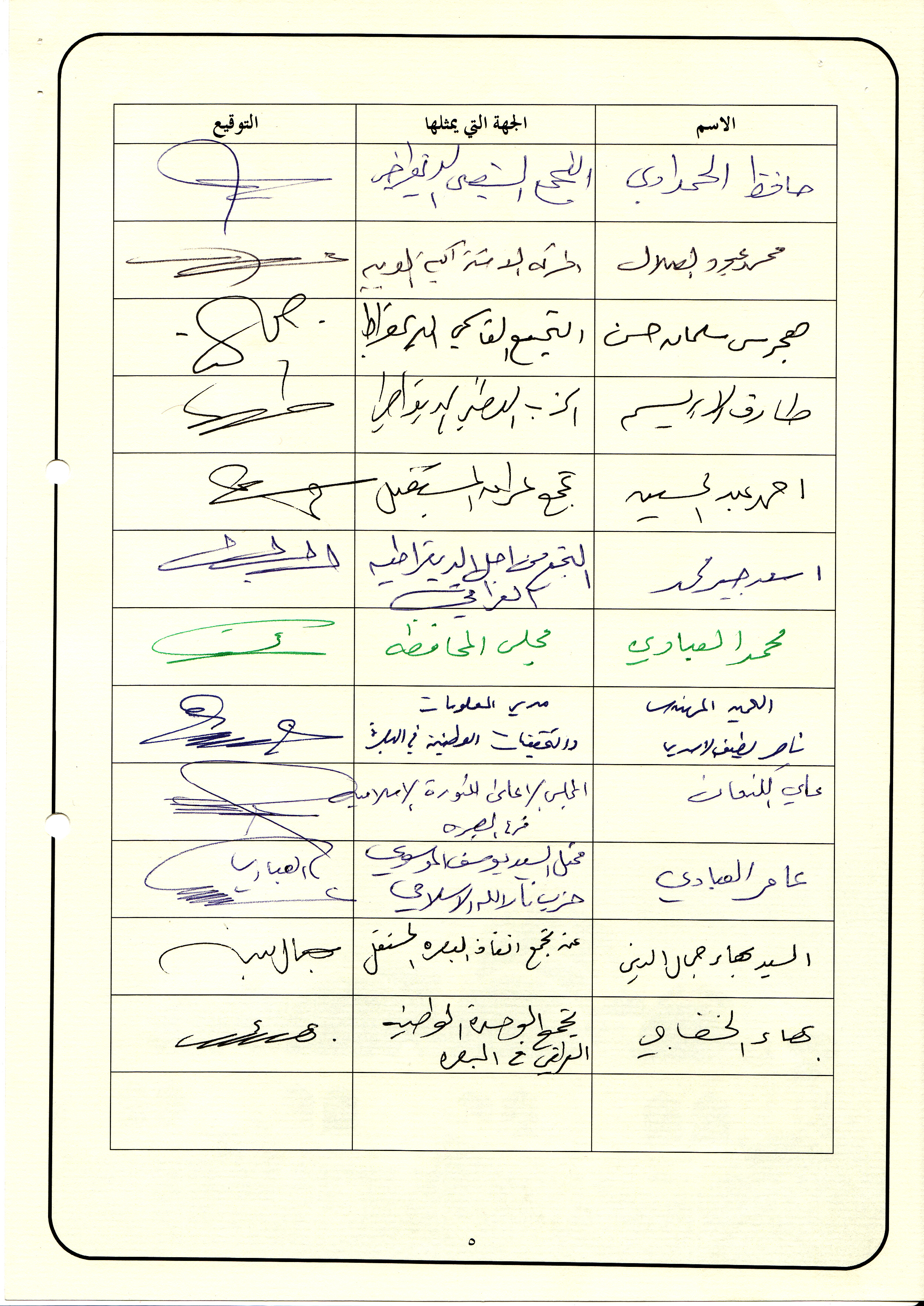
الصفحة الخامسة من وثيقة الزهراء.

### المبحث السابع: الواقع السياسي للشيخية
سنستعرض في هذا المبحث وجهة نظر علماء المدرسة الشيخية في السياسة ومزاولتها وموقفهم الديني منها حيث انهم ينظرون إليها من خلال معنيين لها: الأول يعتقدون به ويجعلونه من صلب الإيمان، أما الثاني فلا يعتقدون به ولا يجيزون استعماله في الدين أبداً، وهم تحت هذا المعنى من المدارس الدينية التي تفصل الدين تماما عن السياسة، فلنتابعهم في كلا المعنيين بشئ من التفصيل:

#### المعنى الأول
وأصله ما ورد في قواميس اللغة العربية كـ«لسان العرب» و«تاج العروس» وحاصله أن السياسة هي تولي أمر الخلق وتدبيرهم واستصلاحهم بأرشادهم إلى الطريق المنجي في العاجل أو الآجل. فالشيخية في هذا المعنى يعتقدون أن ساسة الخلق الحقيقيين هم محمد وآل محمد وسائر الأنبياء والأوصياء الذين بعثهم الله لهداية عباده فهم الذين يأمرون الرعية وينهونهم بما فيه صلاحهم في الدنيا ونجاتهم في الاخرة، ويعتقدون أن هؤلاء الانبياء والاوصياء المعصومين من الخطأ لما بوّأهم الله مقام الرئاسة والقيادة والحكم لم يلتفتوا أبداً إلى مصالحهم الشخصية أو الانتفاعات المادية الدنيوية، بل قادوا الخلق بالحق وحكموا فيهم بالعدل ونفذوا ما أراد الله سبحانه وقدّموا امره على كل شيء فدعوا العباد إلى الله ودلوهم على مرضاته.
ويستدلون على هذا المعنى بمجموعة من الأخبار والأحاديث منها:
1- ما في الزيارة الجامعة التي رواها أغلب علماء الشيعة الإثني عشرية في كتب مزاراتهم عن الامام على الهادي في وصف آل محمد وساسة العباد وأركان البلاد.
2- قول الإمام الرضا في وصف الإمام: نامي العلم كامل الحلم مضطلع بالإمامة عالم بالسياسة مفروض الطاعة قائم بأمر الله عز وجل، ناصح لعباد الله حافظ لدين الله. وفي رواية ابن شعبة الحراني في «تحف العقول»: نامي العلم كامل الحلم مضطلع بالامر عالم بالسياسة مستحق للرئاسة مفترض الطاعة....
3- قول الإمام أمير المؤمنين في وصف الامام: عالم بالسياسة قائم بالرياسة مفترض الطاعة إلى يوم الساعة أودع الله قلبه سرّه وأطلق به لسانه فهو معصوم موفق.
4- قول الإمام الصادق: ان الله عز وجل أدب نبيه فأحسن أدبه فلما أكمل له الأدب قال «انك لعلى خلق عظيم» ثم فوض إليه أمر الدين والامه ليسوس عباده فقال عز وجل «ما آتاكم الرسول فخذوه وما نهاكم عنه فانتهوا» (القران الكريم سورة الحشر الاية 7) وان رسول الله ﷺ كان مسدداً موفقاً مؤيداً بروح القدس لا يزل ولا يخطئ في شيء مما يسوس به الخلق.
5- قول النبي ﷺ: نحن سادة العباد ونحن ساسة البلاد ونحن الكفاة والولاة والحماة والسقاة والرعاة وطريق النجاة.
من هنا قال الشيخ احمد الأحسائي في كتاب «شرح الزيارة الجامعة» في شرح قول الامام على الهادي في وصف آل محمد وساسة العباد: الساسة جمع سائس وهو المدبر لامر المسوس والمربي له على كمال ما ينبغي، والعباد جمع عبد أي مملوك أو مطلق الإنسان.... فالعباد لابد لهم من مدبر حكيم وسايس عليم لأنهم لا يملكون لأنفسهم ضرا ولا نفعا ولا موتا ولا حياة ولا نشورا.
إلى أن قال في وصف محمد وآل محمد: انهم هم المعلمون للعباد في جميع طرق الرشاد كيفية السلوك والاقتصاد، وإنما قيل ساسة ولم يقل معلمون لان السائس هو المربي لمن لا يعرف رشدا لولا السائس ولانه يصلحه بالتدريج والتسهيل الطبيعي المطابق للحكمة بتسبيب أسباب التربية وتتميم القوابل بالمعالجة الحكيمة الإلهية المعبر عنها بسلوك سبل الرب مقتصرا عليه، لا يكون من السائس شيء الا مما جعل اليه المربي الأكبر المتعالى سبحانه وتعالى فانهم صلى الله عليهم لم يجعل لهم من الامر شيئا الا به فهم «بأمره يعملون. يعلم مابين ايديهم وما خلفهم ولا يشفعون الا لمن ارتضى وهم من خشيته مشفقون. ومن يقل منهم اني اله من دونه فذلك نجزيه جهنم».
ثم بعد غيبة الإمام الثاني عشر يأتي دور علماء الدين الابرار الاتقياء ورواة الأحاديث الثقاة الأمناء ليكونوا اداة الامام في تعليم الناس وإرشادهم إلى طريق النجاة، ويكون ذلك من خلال مسألة «وجوب التقليد» التي يبحثها علماء الشيخية في الركن الرابع من اصول الدين كما مر الإشارة إليه، لا من خلال طلب الرئاسة وكراسي الحكم والتسلط على الناس واجبارهم على تقبل رأي معين فالله سبحانه يقول «لا إكراه في الدين قد تبين الرشد من الغي».

#### المعنى الثاني
وأصله التعريف الأكاديمي للسياسة بأنها «فن الممكن» ()، فلا شك ان «الممكن» يدخل تحت معناه الامور التي تخالف تعاليم الدين واخلاقياته مثل الكذب والخداع والدهاء والمكر والنفاق والبغي والقتل والفتنة.... إلى آخر هذه الصفات التي لاتحتاج إلى دليل في اثبات ولو بعضها لساسة العالم الأرضي من غير الانبياء والاوصياء، لذلك فان مراجع وعلماء الشيخية يحكمون على السياسة في هذا المعنى انها ليست من الدين ويفصلون بينها وبينه، وقد اشتهر وعُرف عنهم على مدى تأريخهم عدم تدخلهم بالسياسة بل تفرغوا لنشر تعاليم الدين وبث فضل النبي وأهل بيته، مما جعلهم محط احترام وتقدير الملوك والسلاطين، وجنبهم وأتباعهم بطش الطغاة من الحكام الذين تتبعوا علماء الدين الذين اختاروا التدخل بالعمل السياسي ولاحقوا اتباعهم على هذا الخط حبسا وقتلا وتشريدا.
ان الفرق الجوهري بين السياستين عند علماء الشيخية هو ان السياسة بالمعنى الأول تنتهج مبدء الرفق بالرعية ومداراتهم وايصالهم تدريجيا إلى فهم الهدف الاصلي من الوجود وعلة الخلقة والغاية من إرسال الانبياء وتنصيب الأوصياء المنطوية تحت قول الله سبحانه «وما خلقت الجن والانس الا ليعبدون»، ثم العمل على تطبيق لوازم وشروط ذلك الفهم بالاختيار والقناعة لا بالجبر والإكراه لتحصل بذلك الرعية على سبب نجاتها في عالم الاخرة.
اما السياسة بالمعنى الثاني فانها تنتهج مبادئ مخالفة للشريعة الإسلامية هدفها وغايتها الترؤس والتسلط على الناس والوصول إلى كراسي الحكم، الأمر الذي يحرّمه الدين، وقد عقد علماء الشيعة في كتب الأحاديث والأخبار كالكافي للشيخ الكليني وبحار الأنوار للشيخ المجلسي ووسائل الشيعة للشيخ الحر العاملي وغيرها أبواباً مستقلة في ذم طلب الرئاسة، رووا فيها العديد من الأحاديث التي تنهى بصورة مشددة عن ذلك، منها على سبيل المثال ما في كتاب «الكافي» تحت عنوان باب طلب الرئاسة:
1- قول الإمام الرضا: ما ذئبان ضاريان في غنم قد تفرق رعاؤها بأضر في دين المسلم من الرئاسة.
2-	قول الإمام الصادق: من طلب الرياسة هلك.
3-	قول الإمام الصادق لأبي حمزة الثمالي: إياك والرياسة.
4-	قول الإمام الصادق: إياكم وهؤلاء الرؤساء والذين يترأسون فوالله ماخفقت النعال خلف الرجل الا هلك وأهلك.
5-	قول الإمام أمير المؤمنين: انه لم يهلك هؤلاء الحمقى الا بخفق النعال خلفهم.
6-	قول الإمام الصادق: ملعون من ترأس ملعون من همّ بها ملعون من حدث نفسه بها.
ومع ذلك كله لم يمنع مراجع الشيخية من اراد من اتباعهم ومقلديهم الانخراط في العمل السياسي شريطة ان تكون نيته خدمة الصالح العام، وان يكون عمله ضمن المباحات الشرعية، وان لا يزج بنفسه في طريق مخالفة تعاليم الدين، علماً ان الالتزام بذلك أخلاقي ديني بحت فلا سيف بأيدي مراجع الشيخية مسلط على رقاب الناس.
ومن هنا برزت بعض الأسماء لرجالات يقلدون مراجع المدرسة الشيخية على الساحة السياسية ألمعها اليوم «الحاج عامر الفائز» الشيخ العام لعشيرة بني عامر في العراق وعضو مجلس النواب العراقي بدورته الحالية، وكنا قصدناه قبل مدة واستوضحنا منه وجهة نظر اتباع المدرسة الشيخية بالعمل السياسي فكتب لنا هذا المقال مشكورا نثبته هنا بنصه كمـا كتبه:
بسمه تعالى
الشيخية والعمل السياسي
ان اتباع المدرسة الشيخية يؤمنون بعقيدة الامامية الإثني عشرية التي تذهب بأن الحاكم الشرعي الفعلي هو الامام المعصوم وان ساسة العباد هم نبينا محمد وآل بيته الأئمة الاثنا عشر صلوات الله عليهم اجمعين أولهم أمير المؤمنين علي وآخرهم إمام العصر والزمان محمد المهدي، ولا يحق لأي أحد من العباد ان يحل محلهم، ولكنهم صلوات الله عليهم اجمعين تركوا للعباد تدبير امورهم في عصر الغيبة لغرض تنظيم الحياة إلى أن يأذن الله بظهور القائم.
وانطلاقا من هذه العقيدة فاني اعرف السياسة كشخص من اتباع المدرسة الشيخية بأنها «فن تنظيم حياة الامم ودفعها نحو الأفضل بما يرضي الله ورسوله»، وان الدساتير والقوانين الوضعية بنظرنا هي وثائق وعقود لتنظيم الحية بما كان مباحا شرعا في كافة المجالات، ونعتبر الحكومات والحكام هم الجهات المسؤولة عن تنفيذ بنود هذه العقود التي يفترض بها ان تضع الحقوق في نصابها قدر المستطاع أي بشكل نسبي وليس مطلقا.
لذا فان لفظ الحاكم هنا عندنا مجاز وليس كما يعلم من ظاهر لفظه ان الحكم لله ولخليفته في الأرض وهو الامام المعصوم، وعلى هذا الأساس يأمر مراجعنا في الدين اتباعهم باحترام السلطان وطاعته والالتزام بتنفيذ القوانين المعمول بها في كل مصر من الأمصار على اعتبارهم رموزا للصالح العام ومسئولين عن رعايته فالمخالفة تعني الاضرار بالصالح العام.
وبما أن العباد مختلفون بالاراء والنظرة للامور كاختلاف عقائدهم واديانهم ومتفاوتون بالالتزامات الدينية، فقطعا سيدخلون بصراعات ونزاعات على امور دنيوية وربما كان ظاهرها عقائديا، وعلى كل حال فانهم في عصر غياب الامام المعصوم سيضطرون للتحاكم في المنازعات إلى القوانين الوضعية والتي تكون في أحيان كثيرة متقاطعة مع القوانين والنظم السماوية فضلا عن ان مقام الحاكم الفعلي هو للإمام المعصوم.
ومن هذا المنطلق فان علماءنا وفقهاءنا يبتعدون عن الخوض في الصراعات السياسية المختلفة ولا يتصدون للعمل السياسي ولا لاعتلاء أي منصب سياسي احتراما لمقام الامام المعصوم، وهذا ديدنهم منذ القدم وحتى اللحظة ولم يغيروا سيرتهم أو معتقدهم بهذا الخصوص كما يتصور البعض.
وهذا لا يعني أنهم غير مهتمين بشؤون الامة فهم يتدخلون في كثير من المواقف التي فيها صلاح للبلاد والعباد لكن وفق نظرتهم في السياسة لا حسب المفاهيم الوضعية كتعريف السياسة بـ«فن الممكن» أو غيرها من التعاريف الأخرى، ولذا لم يمنعو اتباعهم من غير الفقهاء وطلاب العلوم الدينية من التصدي والمشاركة في العمل السياسي بشرط التعريف الذي مر آنفاً، فبرزت رموز للشيخية من غير علماء الدين احتلوا مواقع في البرلمانات والحكومات المختلفة في إيران والعراق أمثال الحاج عبد الزهراء الهودار في إيران ووالدي الحاج حسين الفائز في العراق، كما أن العديد من ابنائهم ورجالاتهم منخرطون في احزاب وكيانات سياسية مختلفة.
وقد كنت أحد أعضاء حزب الدعوة الإسلامية وصارعت مع اخواني الدعاة النظام الشمولي السابق واعتقلت أكثر من مرة بسبب انتمائي السياسي، وبعد سقوط النظام شغلت منصب عضو مناوب في مجلس الحكم العراقي للشهيد عز الدين سليم، ثم عضوا في اللجنة العليا التي هيأت لانعقاد المؤتمر الوطني العام الذي انطلق منه المجلس الوطني العراقي المؤقت، ثم عضوا في هذا المجلس، وأخيراً اتفقت مع مجموعة من وجوه المجتمع المستقلة بغض النظر عن تقليدهم الديني وشكلنا «تجمع العدالة والوحـــــدة» وخضنا انتخابات مجالس المحافظات واستطعنا ان نحصد مقعدين من مجلس محافظة البصرة، ولا زال تجمعنا يعمل في الوسط السياسي، وانّ تصور البعض ان هذا التجمع خاص بالشيخية باعتباري الأمين العام له وأحـــــــد مؤسسيه تصور خاطيء بعيد عن الحقيقة كما وضحنا سلفاً.
عامر الفائــز
9 /11/2009 م
وهنا حقيقة واقعة أخرى لايمكن اغفالها وهي ان وجهة نظر علماء الشيخية حول السياسة بالمعنى الثاني المذكور لم تمنع من اتخاذهم دوراً فاعلا مهماً في تنبيه وتوجيه رجال السياسة نحو طريق الصواب وما فيه المصلحة العامة لجميع المواطنين عند الحاجة والضرورة، بل ربما ملكوا زمام المبادرة في ذلك.
والدليل على هذا الكلام تلك الخطوة التي اتخذها مرجع الشيخية السيد علي الموسوي إبّان تدهور الوضع الأمني في البصرة بعد سقوط النظام السابق في العراق، حيث دعا قادة الأحزاب السياسية البارزة على الساحة البصرية والمسؤولين الرسميين إلى اجتماع موسع في مسجده الكبير لمناقشة حيثيات تلك الازمة الخطيرة التي تنذر بعواقب وخيمة ووضع الحلول الناجعة والفعالة لمعالجتها، في وقت كان الاختلاف على أوجه بين تلك الأحزاب والجمع بينهم على طاولة واحـــدة أشبه بالمستحيل، ولكن لمكانة السيد الموسوي المرموقة دينياً واجتماعيا، وللاحترام الذي فرضته مواقفه الحيادية أجاب الجميع دعوته التي آتت ثمارها سريعاً، إذ تمخض ذلك الاجتماع المصيري المهم عن تشكيل «مجلس اسناد القانون» الذي احتضن مسجد الموسوي الكبير اجتماعاته الاسبوعية والطارئة لمدى يقرب من ثلاث سنين.
كما تمخض ذلك الاجتماع عن اقرار «وثيقة الزهـراء» سميت تيمناً بذكرى ولادة السيدة فاطمة الزهراء اليوم الذي اقرت تلك الوثيقة فيه، وقد تضمنت بنوداً ثمانية تعالج الملف الأمني المتأزم، تعهد قادة الأحزاب الموقعون عليها ان يلتزموا بمضامينها ويمكن القارئ الكريم مطالعتها ضمن مرفقات هذه الدراسة (وثيقة الزهراء).
ان من عايش ظروف تلك المرحلة العصيبة من تأريخ البصرة حيث بلغ منحى الاضطرابات الأمنية ذروته يدرك تماما مدى أهمية تلك الخطوة الكبيرة التي بادر بها السيد الموسوي، فان إقرار وثيقة الزهراء وتشكيل مجلس اسناد القانون كانا الحل الأمثل في تلك المرحلة بل ضرورتها لاعادة الامور إلى نصابها، ذلك المجلس الذي حظي بمباركة مراجع الدين في النجف الاشرف وثناء واطراء رجال الحكومة العراقية المركزية بأعلى مستوياتها معبرين عنه بأنه النموذج الذي ينبغي ان تحذو مثاله بقية محافظات العراق.

## الهوامش
- 1 - تفرَّعت الشيخيَّة الباقريَّة عن الشيخيَّة الكرمانيَّة لفترة مؤقَّتة، ومردُّ هذا الانشقاق والتفرُّع هو معارضة الوراثة المرجعية، فاستقلَّ باقر الهمداني بالمرجعيَّة في همدان، وظلُّوا منشقين فترةً ما إلى أن توفي ثمَّ اندمجوا في الشيخيَّة الكرمانيَّة المدرسة الأم الذين تفرَّعوا منها.